# Ферзь против ладьи
Ферзь против ладьи — вид эндшпиля в шахматной партии, делится на две категории: без пешек и с пешками на стороне ладьи. В первом случае ничья возможна только при ошибке сильнейшей стороны. Во втором возможен вариант построения слабой стороной неприступной крепости, сводящей партию к ничьей.

## Вариант без пешек
Является формально элементарным окончанием, где преимущество ферзя над ладьёй достаточно для выигрыша. Он достигается путём оттеснения короля соперника на край доски и создания позиции цугцванга с тем, чтобы заставить ладью отойти от короля и затем выиграть её посредством двойного удара. Однако на практике реализовать выигрыш без точного теоретического знания не удаётся даже гроссмейстерам.
Ничья возможна при помощи вечного шаха или пата лишь при ошибках сильнейшей стороны, а также в силу правила 50 ходов.
Также возможен и проигрыш сильнейшей стороны в случае зевка и подставы ферзя далеко за своего короля по горизонтали или вертикали, когда ладья слабейшей стороны объявляет шах, а следующим ходом берёт ферзя.
В зависимости от начальной позиции, этот эндшпиль выигрывается в разное число ходов (до мата, либо выигрыша ладьи).
|   | a                                                                     | b                                                                     | c                                                                     | d                                                                     | e                                                                     | f                                                                     | g                                                                     | h                                                                     |   |
| - | --------------------------------------------------------------------- | --------------------------------------------------------------------- | --------------------------------------------------------------------- | --------------------------------------------------------------------- | --------------------------------------------------------------------- | --------------------------------------------------------------------- | --------------------------------------------------------------------- | --------------------------------------------------------------------- | - |
| 8 | a6 белый ферзь · c3 чёрный король · d2 чёрная ладья · b1 белый король | a6 белый ферзь · c3 чёрный король · d2 чёрная ладья · b1 белый король | a6 белый ферзь · c3 чёрный король · d2 чёрная ладья · b1 белый король | a6 белый ферзь · c3 чёрный король · d2 чёрная ладья · b1 белый король | a6 белый ферзь · c3 чёрный король · d2 чёрная ладья · b1 белый король | a6 белый ферзь · c3 чёрный король · d2 чёрная ладья · b1 белый король | a6 белый ферзь · c3 чёрный король · d2 чёрная ладья · b1 белый король | a6 белый ферзь · c3 чёрный король · d2 чёрная ладья · b1 белый король | 8 |
| 7 | a6 белый ферзь · c3 чёрный король · d2 чёрная ладья · b1 белый король | a6 белый ферзь · c3 чёрный король · d2 чёрная ладья · b1 белый король | a6 белый ферзь · c3 чёрный король · d2 чёрная ладья · b1 белый король | a6 белый ферзь · c3 чёрный король · d2 чёрная ладья · b1 белый король | a6 белый ферзь · c3 чёрный король · d2 чёрная ладья · b1 белый король | a6 белый ферзь · c3 чёрный король · d2 чёрная ладья · b1 белый король | a6 белый ферзь · c3 чёрный король · d2 чёрная ладья · b1 белый король | a6 белый ферзь · c3 чёрный король · d2 чёрная ладья · b1 белый король | 7 |
| 6 | a6 белый ферзь · c3 чёрный король · d2 чёрная ладья · b1 белый король | a6 белый ферзь · c3 чёрный король · d2 чёрная ладья · b1 белый король | a6 белый ферзь · c3 чёрный король · d2 чёрная ладья · b1 белый король | a6 белый ферзь · c3 чёрный король · d2 чёрная ладья · b1 белый король | a6 белый ферзь · c3 чёрный король · d2 чёрная ладья · b1 белый король | a6 белый ферзь · c3 чёрный король · d2 чёрная ладья · b1 белый король | a6 белый ферзь · c3 чёрный король · d2 чёрная ладья · b1 белый король | a6 белый ферзь · c3 чёрный король · d2 чёрная ладья · b1 белый король | 6 |
| 5 | a6 белый ферзь · c3 чёрный король · d2 чёрная ладья · b1 белый король | a6 белый ферзь · c3 чёрный король · d2 чёрная ладья · b1 белый король | a6 белый ферзь · c3 чёрный король · d2 чёрная ладья · b1 белый король | a6 белый ферзь · c3 чёрный король · d2 чёрная ладья · b1 белый король | a6 белый ферзь · c3 чёрный король · d2 чёрная ладья · b1 белый король | a6 белый ферзь · c3 чёрный король · d2 чёрная ладья · b1 белый король | a6 белый ферзь · c3 чёрный король · d2 чёрная ладья · b1 белый король | a6 белый ферзь · c3 чёрный король · d2 чёрная ладья · b1 белый король | 5 |
| 4 | a6 белый ферзь · c3 чёрный король · d2 чёрная ладья · b1 белый король | a6 белый ферзь · c3 чёрный король · d2 чёрная ладья · b1 белый король | a6 белый ферзь · c3 чёрный король · d2 чёрная ладья · b1 белый король | a6 белый ферзь · c3 чёрный король · d2 чёрная ладья · b1 белый король | a6 белый ферзь · c3 чёрный король · d2 чёрная ладья · b1 белый король | a6 белый ферзь · c3 чёрный король · d2 чёрная ладья · b1 белый король | a6 белый ферзь · c3 чёрный король · d2 чёрная ладья · b1 белый король | a6 белый ферзь · c3 чёрный король · d2 чёрная ладья · b1 белый король | 4 |
| 3 | a6 белый ферзь · c3 чёрный король · d2 чёрная ладья · b1 белый король | a6 белый ферзь · c3 чёрный король · d2 чёрная ладья · b1 белый король | a6 белый ферзь · c3 чёрный король · d2 чёрная ладья · b1 белый король | a6 белый ферзь · c3 чёрный король · d2 чёрная ладья · b1 белый король | a6 белый ферзь · c3 чёрный король · d2 чёрная ладья · b1 белый король | a6 белый ферзь · c3 чёрный король · d2 чёрная ладья · b1 белый король | a6 белый ферзь · c3 чёрный король · d2 чёрная ладья · b1 белый король | a6 белый ферзь · c3 чёрный король · d2 чёрная ладья · b1 белый король | 3 |
| 2 | a6 белый ферзь · c3 чёрный король · d2 чёрная ладья · b1 белый король | a6 белый ферзь · c3 чёрный король · d2 чёрная ладья · b1 белый король | a6 белый ферзь · c3 чёрный король · d2 чёрная ладья · b1 белый король | a6 белый ферзь · c3 чёрный король · d2 чёрная ладья · b1 белый король | a6 белый ферзь · c3 чёрный король · d2 чёрная ладья · b1 белый король | a6 белый ферзь · c3 чёрный король · d2 чёрная ладья · b1 белый король | a6 белый ферзь · c3 чёрный король · d2 чёрная ладья · b1 белый король | a6 белый ферзь · c3 чёрный король · d2 чёрная ладья · b1 белый король | 2 |
| 1 | a6 белый ферзь · c3 чёрный король · d2 чёрная ладья · b1 белый король | a6 белый ферзь · c3 чёрный король · d2 чёрная ладья · b1 белый король | a6 белый ферзь · c3 чёрный король · d2 чёрная ладья · b1 белый король | a6 белый ферзь · c3 чёрный король · d2 чёрная ладья · b1 белый король | a6 белый ферзь · c3 чёрный король · d2 чёрная ладья · b1 белый король | a6 белый ферзь · c3 чёрный король · d2 чёрная ладья · b1 белый король | a6 белый ферзь · c3 чёрный король · d2 чёрная ладья · b1 белый король | a6 белый ферзь · c3 чёрный король · d2 чёрная ладья · b1 белый король | 1 |
|   | a                                                                     | b                                                                     | c                                                                     | d                                                                     | e                                                                     | f                                                                     | g                                                                     | h                                                                     |   |

Наихудшая позиция для сильнейшей стороны

В этой позиции, когда король сильнейшей стороны зажат неприятельскими фигурами на краю доски вдалеке от своего ферзя, выигрыш возможен за 32 хода при сильнейшей игре с обеих сторон. Соответственно, чёрным необходимо продержаться всего 18 лишних ходов, чтобы потребовать ничью.
|   | a                                                                     | b                                                                     | c                                                                     | d                                                                     | e                                                                     | f                                                                     | g                                                                     | h                                                                     |   |
| - | --------------------------------------------------------------------- | --------------------------------------------------------------------- | --------------------------------------------------------------------- | --------------------------------------------------------------------- | --------------------------------------------------------------------- | --------------------------------------------------------------------- | --------------------------------------------------------------------- | --------------------------------------------------------------------- | - |
| 8 | f6 белый ферзь · d4 чёрная ладья · e4 чёрный король · c2 белый король | f6 белый ферзь · d4 чёрная ладья · e4 чёрный король · c2 белый король | f6 белый ферзь · d4 чёрная ладья · e4 чёрный король · c2 белый король | f6 белый ферзь · d4 чёрная ладья · e4 чёрный король · c2 белый король | f6 белый ферзь · d4 чёрная ладья · e4 чёрный король · c2 белый король | f6 белый ферзь · d4 чёрная ладья · e4 чёрный король · c2 белый король | f6 белый ферзь · d4 чёрная ладья · e4 чёрный король · c2 белый король | f6 белый ферзь · d4 чёрная ладья · e4 чёрный король · c2 белый король | 8 |
| 7 | f6 белый ферзь · d4 чёрная ладья · e4 чёрный король · c2 белый король | f6 белый ферзь · d4 чёрная ладья · e4 чёрный король · c2 белый король | f6 белый ферзь · d4 чёрная ладья · e4 чёрный король · c2 белый король | f6 белый ферзь · d4 чёрная ладья · e4 чёрный король · c2 белый король | f6 белый ферзь · d4 чёрная ладья · e4 чёрный король · c2 белый король | f6 белый ферзь · d4 чёрная ладья · e4 чёрный король · c2 белый король | f6 белый ферзь · d4 чёрная ладья · e4 чёрный король · c2 белый король | f6 белый ферзь · d4 чёрная ладья · e4 чёрный король · c2 белый король | 7 |
| 6 | f6 белый ферзь · d4 чёрная ладья · e4 чёрный король · c2 белый король | f6 белый ферзь · d4 чёрная ладья · e4 чёрный король · c2 белый король | f6 белый ферзь · d4 чёрная ладья · e4 чёрный король · c2 белый король | f6 белый ферзь · d4 чёрная ладья · e4 чёрный король · c2 белый король | f6 белый ферзь · d4 чёрная ладья · e4 чёрный король · c2 белый король | f6 белый ферзь · d4 чёрная ладья · e4 чёрный король · c2 белый король | f6 белый ферзь · d4 чёрная ладья · e4 чёрный король · c2 белый король | f6 белый ферзь · d4 чёрная ладья · e4 чёрный король · c2 белый король | 6 |
| 5 | f6 белый ферзь · d4 чёрная ладья · e4 чёрный король · c2 белый король | f6 белый ферзь · d4 чёрная ладья · e4 чёрный король · c2 белый король | f6 белый ферзь · d4 чёрная ладья · e4 чёрный король · c2 белый король | f6 белый ферзь · d4 чёрная ладья · e4 чёрный король · c2 белый король | f6 белый ферзь · d4 чёрная ладья · e4 чёрный король · c2 белый король | f6 белый ферзь · d4 чёрная ладья · e4 чёрный король · c2 белый король | f6 белый ферзь · d4 чёрная ладья · e4 чёрный король · c2 белый король | f6 белый ферзь · d4 чёрная ладья · e4 чёрный король · c2 белый король | 5 |
| 4 | f6 белый ферзь · d4 чёрная ладья · e4 чёрный король · c2 белый король | f6 белый ферзь · d4 чёрная ладья · e4 чёрный король · c2 белый король | f6 белый ферзь · d4 чёрная ладья · e4 чёрный король · c2 белый король | f6 белый ферзь · d4 чёрная ладья · e4 чёрный король · c2 белый король | f6 белый ферзь · d4 чёрная ладья · e4 чёрный король · c2 белый король | f6 белый ферзь · d4 чёрная ладья · e4 чёрный король · c2 белый король | f6 белый ферзь · d4 чёрная ладья · e4 чёрный король · c2 белый король | f6 белый ферзь · d4 чёрная ладья · e4 чёрный король · c2 белый король | 4 |
| 3 | f6 белый ферзь · d4 чёрная ладья · e4 чёрный король · c2 белый король | f6 белый ферзь · d4 чёрная ладья · e4 чёрный король · c2 белый король | f6 белый ферзь · d4 чёрная ладья · e4 чёрный король · c2 белый король | f6 белый ферзь · d4 чёрная ладья · e4 чёрный король · c2 белый король | f6 белый ферзь · d4 чёрная ладья · e4 чёрный король · c2 белый король | f6 белый ферзь · d4 чёрная ладья · e4 чёрный король · c2 белый король | f6 белый ферзь · d4 чёрная ладья · e4 чёрный король · c2 белый король | f6 белый ферзь · d4 чёрная ладья · e4 чёрный король · c2 белый король | 3 |
| 2 | f6 белый ферзь · d4 чёрная ладья · e4 чёрный король · c2 белый король | f6 белый ферзь · d4 чёрная ладья · e4 чёрный король · c2 белый король | f6 белый ферзь · d4 чёрная ладья · e4 чёрный король · c2 белый король | f6 белый ферзь · d4 чёрная ладья · e4 чёрный король · c2 белый король | f6 белый ферзь · d4 чёрная ладья · e4 чёрный король · c2 белый король | f6 белый ферзь · d4 чёрная ладья · e4 чёрный король · c2 белый король | f6 белый ферзь · d4 чёрная ладья · e4 чёрный король · c2 белый король | f6 белый ферзь · d4 чёрная ладья · e4 чёрный король · c2 белый король | 2 |
| 1 | f6 белый ферзь · d4 чёрная ладья · e4 чёрный король · c2 белый король | f6 белый ферзь · d4 чёрная ладья · e4 чёрный король · c2 белый король | f6 белый ферзь · d4 чёрная ладья · e4 чёрный король · c2 белый король | f6 белый ферзь · d4 чёрная ладья · e4 чёрный король · c2 белый король | f6 белый ферзь · d4 чёрная ладья · e4 чёрный король · c2 белый король | f6 белый ферзь · d4 чёрная ладья · e4 чёрный король · c2 белый король | f6 белый ферзь · d4 чёрная ладья · e4 чёрный король · c2 белый король | f6 белый ферзь · d4 чёрная ладья · e4 чёрный король · c2 белый король | 1 |
|   | a                                                                     | b                                                                     | c                                                                     | d                                                                     | e                                                                     | f                                                                     | g                                                                     | h                                                                     |   |

Расположение обеих защищающихся фигур в центре доски

В этой позиции, когда обе фигуры слабейшей стороны соединены в центре доски, белым необходимо 28—30 ходов для победы.
|   | a                                                                     | b                                                                     | c                                                                     | d                                                                     | e                                                                     | f                                                                     | g                                                                     | h                                                                     |   |
| - | --------------------------------------------------------------------- | --------------------------------------------------------------------- | --------------------------------------------------------------------- | --------------------------------------------------------------------- | --------------------------------------------------------------------- | --------------------------------------------------------------------- | --------------------------------------------------------------------- | --------------------------------------------------------------------- | - |
| 8 | d6 чёрная ладья · e6 чёрный король · d4 белый ферзь · e4 белый король | d6 чёрная ладья · e6 чёрный король · d4 белый ферзь · e4 белый король | d6 чёрная ладья · e6 чёрный король · d4 белый ферзь · e4 белый король | d6 чёрная ладья · e6 чёрный король · d4 белый ферзь · e4 белый король | d6 чёрная ладья · e6 чёрный король · d4 белый ферзь · e4 белый король | d6 чёрная ладья · e6 чёрный король · d4 белый ферзь · e4 белый король | d6 чёрная ладья · e6 чёрный король · d4 белый ферзь · e4 белый король | d6 чёрная ладья · e6 чёрный король · d4 белый ферзь · e4 белый король | 8 |
| 7 | d6 чёрная ладья · e6 чёрный король · d4 белый ферзь · e4 белый король | d6 чёрная ладья · e6 чёрный король · d4 белый ферзь · e4 белый король | d6 чёрная ладья · e6 чёрный король · d4 белый ферзь · e4 белый король | d6 чёрная ладья · e6 чёрный король · d4 белый ферзь · e4 белый король | d6 чёрная ладья · e6 чёрный король · d4 белый ферзь · e4 белый король | d6 чёрная ладья · e6 чёрный король · d4 белый ферзь · e4 белый король | d6 чёрная ладья · e6 чёрный король · d4 белый ферзь · e4 белый король | d6 чёрная ладья · e6 чёрный король · d4 белый ферзь · e4 белый король | 7 |
| 6 | d6 чёрная ладья · e6 чёрный король · d4 белый ферзь · e4 белый король | d6 чёрная ладья · e6 чёрный король · d4 белый ферзь · e4 белый король | d6 чёрная ладья · e6 чёрный король · d4 белый ферзь · e4 белый король | d6 чёрная ладья · e6 чёрный король · d4 белый ферзь · e4 белый король | d6 чёрная ладья · e6 чёрный король · d4 белый ферзь · e4 белый король | d6 чёрная ладья · e6 чёрный король · d4 белый ферзь · e4 белый король | d6 чёрная ладья · e6 чёрный король · d4 белый ферзь · e4 белый король | d6 чёрная ладья · e6 чёрный король · d4 белый ферзь · e4 белый король | 6 |
| 5 | d6 чёрная ладья · e6 чёрный король · d4 белый ферзь · e4 белый король | d6 чёрная ладья · e6 чёрный король · d4 белый ферзь · e4 белый король | d6 чёрная ладья · e6 чёрный король · d4 белый ферзь · e4 белый король | d6 чёрная ладья · e6 чёрный король · d4 белый ферзь · e4 белый король | d6 чёрная ладья · e6 чёрный король · d4 белый ферзь · e4 белый король | d6 чёрная ладья · e6 чёрный король · d4 белый ферзь · e4 белый король | d6 чёрная ладья · e6 чёрный король · d4 белый ферзь · e4 белый король | d6 чёрная ладья · e6 чёрный король · d4 белый ферзь · e4 белый король | 5 |
| 4 | d6 чёрная ладья · e6 чёрный король · d4 белый ферзь · e4 белый король | d6 чёрная ладья · e6 чёрный король · d4 белый ферзь · e4 белый король | d6 чёрная ладья · e6 чёрный король · d4 белый ферзь · e4 белый король | d6 чёрная ладья · e6 чёрный король · d4 белый ферзь · e4 белый король | d6 чёрная ладья · e6 чёрный король · d4 белый ферзь · e4 белый король | d6 чёрная ладья · e6 чёрный король · d4 белый ферзь · e4 белый король | d6 чёрная ладья · e6 чёрный король · d4 белый ферзь · e4 белый король | d6 чёрная ладья · e6 чёрный король · d4 белый ферзь · e4 белый король | 4 |
| 3 | d6 чёрная ладья · e6 чёрный король · d4 белый ферзь · e4 белый король | d6 чёрная ладья · e6 чёрный король · d4 белый ферзь · e4 белый король | d6 чёрная ладья · e6 чёрный король · d4 белый ферзь · e4 белый король | d6 чёрная ладья · e6 чёрный король · d4 белый ферзь · e4 белый король | d6 чёрная ладья · e6 чёрный король · d4 белый ферзь · e4 белый король | d6 чёрная ладья · e6 чёрный король · d4 белый ферзь · e4 белый король | d6 чёрная ладья · e6 чёрный король · d4 белый ферзь · e4 белый король | d6 чёрная ладья · e6 чёрный король · d4 белый ферзь · e4 белый король | 3 |
| 2 | d6 чёрная ладья · e6 чёрный король · d4 белый ферзь · e4 белый король | d6 чёрная ладья · e6 чёрный король · d4 белый ферзь · e4 белый король | d6 чёрная ладья · e6 чёрный король · d4 белый ферзь · e4 белый король | d6 чёрная ладья · e6 чёрный король · d4 белый ферзь · e4 белый король | d6 чёрная ладья · e6 чёрный король · d4 белый ферзь · e4 белый король | d6 чёрная ладья · e6 чёрный король · d4 белый ферзь · e4 белый король | d6 чёрная ладья · e6 чёрный король · d4 белый ферзь · e4 белый король | d6 чёрная ладья · e6 чёрный король · d4 белый ферзь · e4 белый король | 2 |
| 1 | d6 чёрная ладья · e6 чёрный король · d4 белый ферзь · e4 белый король | d6 чёрная ладья · e6 чёрный король · d4 белый ферзь · e4 белый король | d6 чёрная ладья · e6 чёрный король · d4 белый ферзь · e4 белый король | d6 чёрная ладья · e6 чёрный король · d4 белый ферзь · e4 белый король | d6 чёрная ладья · e6 чёрный король · d4 белый ферзь · e4 белый король | d6 чёрная ладья · e6 чёрный король · d4 белый ферзь · e4 белый король | d6 чёрная ладья · e6 чёрный король · d4 белый ферзь · e4 белый король | d6 чёрная ладья · e6 чёрный король · d4 белый ферзь · e4 белый король | 1 |
|   | a                                                                     | b                                                                     | c                                                                     | d                                                                     | e                                                                     | f                                                                     | g                                                                     | h                                                                     |   |

Три ряда для защиты

Когда сильнейшая сторона контролирует четыре ряда, а слабейшая — всего три, выигрыш достигается за 24 хода при сильнейшей игре обоих игроков.
|   | a                                                                     | b                                                                     | c                                                                     | d                                                                     | e                                                                     | f                                                                     | g                                                                     | h                                                                     |   |
| - | --------------------------------------------------------------------- | --------------------------------------------------------------------- | --------------------------------------------------------------------- | --------------------------------------------------------------------- | --------------------------------------------------------------------- | --------------------------------------------------------------------- | --------------------------------------------------------------------- | --------------------------------------------------------------------- | - |
| 8 | a7 чёрная ладья · c7 чёрный король · b5 белый король · d5 белый ферзь | a7 чёрная ладья · c7 чёрный король · b5 белый король · d5 белый ферзь | a7 чёрная ладья · c7 чёрный король · b5 белый король · d5 белый ферзь | a7 чёрная ладья · c7 чёрный король · b5 белый король · d5 белый ферзь | a7 чёрная ладья · c7 чёрный король · b5 белый король · d5 белый ферзь | a7 чёрная ладья · c7 чёрный король · b5 белый король · d5 белый ферзь | a7 чёрная ладья · c7 чёрный король · b5 белый король · d5 белый ферзь | a7 чёрная ладья · c7 чёрный король · b5 белый король · d5 белый ферзь | 8 |
| 7 | a7 чёрная ладья · c7 чёрный король · b5 белый король · d5 белый ферзь | a7 чёрная ладья · c7 чёрный король · b5 белый король · d5 белый ферзь | a7 чёрная ладья · c7 чёрный король · b5 белый король · d5 белый ферзь | a7 чёрная ладья · c7 чёрный король · b5 белый король · d5 белый ферзь | a7 чёрная ладья · c7 чёрный король · b5 белый король · d5 белый ферзь | a7 чёрная ладья · c7 чёрный король · b5 белый король · d5 белый ферзь | a7 чёрная ладья · c7 чёрный король · b5 белый король · d5 белый ферзь | a7 чёрная ладья · c7 чёрный король · b5 белый король · d5 белый ферзь | 7 |
| 6 | a7 чёрная ладья · c7 чёрный король · b5 белый король · d5 белый ферзь | a7 чёрная ладья · c7 чёрный король · b5 белый король · d5 белый ферзь | a7 чёрная ладья · c7 чёрный король · b5 белый король · d5 белый ферзь | a7 чёрная ладья · c7 чёрный король · b5 белый король · d5 белый ферзь | a7 чёрная ладья · c7 чёрный король · b5 белый король · d5 белый ферзь | a7 чёрная ладья · c7 чёрный король · b5 белый король · d5 белый ферзь | a7 чёрная ладья · c7 чёрный король · b5 белый король · d5 белый ферзь | a7 чёрная ладья · c7 чёрный король · b5 белый король · d5 белый ферзь | 6 |
| 5 | a7 чёрная ладья · c7 чёрный король · b5 белый король · d5 белый ферзь | a7 чёрная ладья · c7 чёрный король · b5 белый король · d5 белый ферзь | a7 чёрная ладья · c7 чёрный король · b5 белый король · d5 белый ферзь | a7 чёрная ладья · c7 чёрный король · b5 белый король · d5 белый ферзь | a7 чёрная ладья · c7 чёрный король · b5 белый король · d5 белый ферзь | a7 чёрная ладья · c7 чёрный король · b5 белый король · d5 белый ферзь | a7 чёрная ладья · c7 чёрный король · b5 белый король · d5 белый ферзь | a7 чёрная ладья · c7 чёрный король · b5 белый король · d5 белый ферзь | 5 |
| 4 | a7 чёрная ладья · c7 чёрный король · b5 белый король · d5 белый ферзь | a7 чёрная ладья · c7 чёрный король · b5 белый король · d5 белый ферзь | a7 чёрная ладья · c7 чёрный король · b5 белый король · d5 белый ферзь | a7 чёрная ладья · c7 чёрный король · b5 белый король · d5 белый ферзь | a7 чёрная ладья · c7 чёрный король · b5 белый король · d5 белый ферзь | a7 чёрная ладья · c7 чёрный король · b5 белый король · d5 белый ферзь | a7 чёрная ладья · c7 чёрный король · b5 белый король · d5 белый ферзь | a7 чёрная ладья · c7 чёрный король · b5 белый король · d5 белый ферзь | 4 |
| 3 | a7 чёрная ладья · c7 чёрный король · b5 белый король · d5 белый ферзь | a7 чёрная ладья · c7 чёрный король · b5 белый король · d5 белый ферзь | a7 чёрная ладья · c7 чёрный король · b5 белый король · d5 белый ферзь | a7 чёрная ладья · c7 чёрный король · b5 белый король · d5 белый ферзь | a7 чёрная ладья · c7 чёрный король · b5 белый король · d5 белый ферзь | a7 чёрная ладья · c7 чёрный король · b5 белый король · d5 белый ферзь | a7 чёрная ладья · c7 чёрный король · b5 белый король · d5 белый ферзь | a7 чёрная ладья · c7 чёрный король · b5 белый король · d5 белый ферзь | 3 |
| 2 | a7 чёрная ладья · c7 чёрный король · b5 белый король · d5 белый ферзь | a7 чёрная ладья · c7 чёрный король · b5 белый король · d5 белый ферзь | a7 чёрная ладья · c7 чёрный король · b5 белый король · d5 белый ферзь | a7 чёрная ладья · c7 чёрный король · b5 белый король · d5 белый ферзь | a7 чёрная ладья · c7 чёрный король · b5 белый король · d5 белый ферзь | a7 чёрная ладья · c7 чёрный король · b5 белый король · d5 белый ферзь | a7 чёрная ладья · c7 чёрный король · b5 белый король · d5 белый ферзь | a7 чёрная ладья · c7 чёрный король · b5 белый король · d5 белый ферзь | 2 |
| 1 | a7 чёрная ладья · c7 чёрный король · b5 белый король · d5 белый ферзь | a7 чёрная ладья · c7 чёрный король · b5 белый король · d5 белый ферзь | a7 чёрная ладья · c7 чёрный король · b5 белый король · d5 белый ферзь | a7 чёрная ладья · c7 чёрный король · b5 белый король · d5 белый ферзь | a7 чёрная ладья · c7 чёрный король · b5 белый король · d5 белый ферзь | a7 чёрная ладья · c7 чёрный король · b5 белый король · d5 белый ферзь | a7 чёрная ладья · c7 чёрный король · b5 белый король · d5 белый ферзь | a7 чёрная ладья · c7 чёрный король · b5 белый король · d5 белый ферзь | 1 |
|   | a                                                                     | b                                                                     | c                                                                     | d                                                                     | e                                                                     | f                                                                     | g                                                                     | h                                                                     |   |

Король чёрных вблизи угла

Когда король слабейшей стороны находится уже вблизи одного из углов, для мата, либо выигрыша ладьи белым нужно около 15 ходов.
Для этого эндшпиля существуют четыре стратегии защиты, технику противодействия которым должен чётко знать игрок за белых: близкая защита, дальняя защита, защита третьей линии и харассмент.
|   | a                                                                     | b                                                                     | c                                                                     | d                                                                     | e                                                                     | f                                                                     | g                                                                     | h                                                                     |   |
| - | --------------------------------------------------------------------- | --------------------------------------------------------------------- | --------------------------------------------------------------------- | --------------------------------------------------------------------- | --------------------------------------------------------------------- | --------------------------------------------------------------------- | --------------------------------------------------------------------- | --------------------------------------------------------------------- | - |
| 8 | c8 чёрный король · d7 чёрная ладья · f6 белый король · b5 белый ферзь | c8 чёрный король · d7 чёрная ладья · f6 белый король · b5 белый ферзь | c8 чёрный король · d7 чёрная ладья · f6 белый король · b5 белый ферзь | c8 чёрный король · d7 чёрная ладья · f6 белый король · b5 белый ферзь | c8 чёрный король · d7 чёрная ладья · f6 белый король · b5 белый ферзь | c8 чёрный король · d7 чёрная ладья · f6 белый король · b5 белый ферзь | c8 чёрный король · d7 чёрная ладья · f6 белый король · b5 белый ферзь | c8 чёрный король · d7 чёрная ладья · f6 белый король · b5 белый ферзь | 8 |
| 7 | c8 чёрный король · d7 чёрная ладья · f6 белый король · b5 белый ферзь | c8 чёрный король · d7 чёрная ладья · f6 белый король · b5 белый ферзь | c8 чёрный король · d7 чёрная ладья · f6 белый король · b5 белый ферзь | c8 чёрный король · d7 чёрная ладья · f6 белый король · b5 белый ферзь | c8 чёрный король · d7 чёрная ладья · f6 белый король · b5 белый ферзь | c8 чёрный король · d7 чёрная ладья · f6 белый король · b5 белый ферзь | c8 чёрный король · d7 чёрная ладья · f6 белый король · b5 белый ферзь | c8 чёрный король · d7 чёрная ладья · f6 белый король · b5 белый ферзь | 7 |
| 6 | c8 чёрный король · d7 чёрная ладья · f6 белый король · b5 белый ферзь | c8 чёрный король · d7 чёрная ладья · f6 белый король · b5 белый ферзь | c8 чёрный король · d7 чёрная ладья · f6 белый король · b5 белый ферзь | c8 чёрный король · d7 чёрная ладья · f6 белый король · b5 белый ферзь | c8 чёрный король · d7 чёрная ладья · f6 белый король · b5 белый ферзь | c8 чёрный король · d7 чёрная ладья · f6 белый король · b5 белый ферзь | c8 чёрный король · d7 чёрная ладья · f6 белый король · b5 белый ферзь | c8 чёрный король · d7 чёрная ладья · f6 белый король · b5 белый ферзь | 6 |
| 5 | c8 чёрный король · d7 чёрная ладья · f6 белый король · b5 белый ферзь | c8 чёрный король · d7 чёрная ладья · f6 белый король · b5 белый ферзь | c8 чёрный король · d7 чёрная ладья · f6 белый король · b5 белый ферзь | c8 чёрный король · d7 чёрная ладья · f6 белый король · b5 белый ферзь | c8 чёрный король · d7 чёрная ладья · f6 белый король · b5 белый ферзь | c8 чёрный король · d7 чёрная ладья · f6 белый король · b5 белый ферзь | c8 чёрный король · d7 чёрная ладья · f6 белый король · b5 белый ферзь | c8 чёрный король · d7 чёрная ладья · f6 белый король · b5 белый ферзь | 5 |
| 4 | c8 чёрный король · d7 чёрная ладья · f6 белый король · b5 белый ферзь | c8 чёрный король · d7 чёрная ладья · f6 белый король · b5 белый ферзь | c8 чёрный король · d7 чёрная ладья · f6 белый король · b5 белый ферзь | c8 чёрный король · d7 чёрная ладья · f6 белый король · b5 белый ферзь | c8 чёрный король · d7 чёрная ладья · f6 белый король · b5 белый ферзь | c8 чёрный король · d7 чёрная ладья · f6 белый король · b5 белый ферзь | c8 чёрный король · d7 чёрная ладья · f6 белый король · b5 белый ферзь | c8 чёрный король · d7 чёрная ладья · f6 белый король · b5 белый ферзь | 4 |
| 3 | c8 чёрный король · d7 чёрная ладья · f6 белый король · b5 белый ферзь | c8 чёрный король · d7 чёрная ладья · f6 белый король · b5 белый ферзь | c8 чёрный король · d7 чёрная ладья · f6 белый король · b5 белый ферзь | c8 чёрный король · d7 чёрная ладья · f6 белый король · b5 белый ферзь | c8 чёрный король · d7 чёрная ладья · f6 белый король · b5 белый ферзь | c8 чёрный король · d7 чёрная ладья · f6 белый король · b5 белый ферзь | c8 чёрный король · d7 чёрная ладья · f6 белый король · b5 белый ферзь | c8 чёрный король · d7 чёрная ладья · f6 белый король · b5 белый ферзь | 3 |
| 2 | c8 чёрный король · d7 чёрная ладья · f6 белый король · b5 белый ферзь | c8 чёрный король · d7 чёрная ладья · f6 белый король · b5 белый ферзь | c8 чёрный король · d7 чёрная ладья · f6 белый король · b5 белый ферзь | c8 чёрный король · d7 чёрная ладья · f6 белый король · b5 белый ферзь | c8 чёрный король · d7 чёрная ладья · f6 белый король · b5 белый ферзь | c8 чёрный король · d7 чёрная ладья · f6 белый король · b5 белый ферзь | c8 чёрный король · d7 чёрная ладья · f6 белый король · b5 белый ферзь | c8 чёрный король · d7 чёрная ладья · f6 белый король · b5 белый ферзь | 2 |
| 1 | c8 чёрный король · d7 чёрная ладья · f6 белый король · b5 белый ферзь | c8 чёрный король · d7 чёрная ладья · f6 белый король · b5 белый ферзь | c8 чёрный король · d7 чёрная ладья · f6 белый король · b5 белый ферзь | c8 чёрный король · d7 чёрная ладья · f6 белый король · b5 белый ферзь | c8 чёрный король · d7 чёрная ладья · f6 белый король · b5 белый ферзь | c8 чёрный король · d7 чёрная ладья · f6 белый король · b5 белый ферзь | c8 чёрный король · d7 чёрная ладья · f6 белый король · b5 белый ферзь | c8 чёрный король · d7 чёрная ладья · f6 белый король · b5 белый ферзь | 1 |
|   | a                                                                     | b                                                                     | c                                                                     | d                                                                     | e                                                                     | f                                                                     | g                                                                     | h                                                                     |   |

Близкая защита

В случае использования чёрным техники близкой защиты их король и ладья не расходятся дальше, чем на расстояние хода коня друг от друга, а зачастую касаются друг друга, то есть король защищает свою ладью.
|   | a                                                                     | b                                                                     | c                                                                     | d                                                                     | e                                                                     | f                                                                     | g                                                                     | h                                                                     |   |
| - | --------------------------------------------------------------------- | --------------------------------------------------------------------- | --------------------------------------------------------------------- | --------------------------------------------------------------------- | --------------------------------------------------------------------- | --------------------------------------------------------------------- | --------------------------------------------------------------------- | --------------------------------------------------------------------- | - |
| 8 | d8 чёрный король · b5 белый ферзь · f5 белый король · e1 чёрная ладья | d8 чёрный король · b5 белый ферзь · f5 белый король · e1 чёрная ладья | d8 чёрный король · b5 белый ферзь · f5 белый король · e1 чёрная ладья | d8 чёрный король · b5 белый ферзь · f5 белый король · e1 чёрная ладья | d8 чёрный король · b5 белый ферзь · f5 белый король · e1 чёрная ладья | d8 чёрный король · b5 белый ферзь · f5 белый король · e1 чёрная ладья | d8 чёрный король · b5 белый ферзь · f5 белый король · e1 чёрная ладья | d8 чёрный король · b5 белый ферзь · f5 белый король · e1 чёрная ладья | 8 |
| 7 | d8 чёрный король · b5 белый ферзь · f5 белый король · e1 чёрная ладья | d8 чёрный король · b5 белый ферзь · f5 белый король · e1 чёрная ладья | d8 чёрный король · b5 белый ферзь · f5 белый король · e1 чёрная ладья | d8 чёрный король · b5 белый ферзь · f5 белый король · e1 чёрная ладья | d8 чёрный король · b5 белый ферзь · f5 белый король · e1 чёрная ладья | d8 чёрный король · b5 белый ферзь · f5 белый король · e1 чёрная ладья | d8 чёрный король · b5 белый ферзь · f5 белый король · e1 чёрная ладья | d8 чёрный король · b5 белый ферзь · f5 белый король · e1 чёрная ладья | 7 |
| 6 | d8 чёрный король · b5 белый ферзь · f5 белый король · e1 чёрная ладья | d8 чёрный король · b5 белый ферзь · f5 белый король · e1 чёрная ладья | d8 чёрный король · b5 белый ферзь · f5 белый король · e1 чёрная ладья | d8 чёрный король · b5 белый ферзь · f5 белый король · e1 чёрная ладья | d8 чёрный король · b5 белый ферзь · f5 белый король · e1 чёрная ладья | d8 чёрный король · b5 белый ферзь · f5 белый король · e1 чёрная ладья | d8 чёрный король · b5 белый ферзь · f5 белый король · e1 чёрная ладья | d8 чёрный король · b5 белый ферзь · f5 белый король · e1 чёрная ладья | 6 |
| 5 | d8 чёрный король · b5 белый ферзь · f5 белый король · e1 чёрная ладья | d8 чёрный король · b5 белый ферзь · f5 белый король · e1 чёрная ладья | d8 чёрный король · b5 белый ферзь · f5 белый король · e1 чёрная ладья | d8 чёрный король · b5 белый ферзь · f5 белый король · e1 чёрная ладья | d8 чёрный король · b5 белый ферзь · f5 белый король · e1 чёрная ладья | d8 чёрный король · b5 белый ферзь · f5 белый король · e1 чёрная ладья | d8 чёрный король · b5 белый ферзь · f5 белый король · e1 чёрная ладья | d8 чёрный король · b5 белый ферзь · f5 белый король · e1 чёрная ладья | 5 |
| 4 | d8 чёрный король · b5 белый ферзь · f5 белый король · e1 чёрная ладья | d8 чёрный король · b5 белый ферзь · f5 белый король · e1 чёрная ладья | d8 чёрный король · b5 белый ферзь · f5 белый король · e1 чёрная ладья | d8 чёрный король · b5 белый ферзь · f5 белый король · e1 чёрная ладья | d8 чёрный король · b5 белый ферзь · f5 белый король · e1 чёрная ладья | d8 чёрный король · b5 белый ферзь · f5 белый король · e1 чёрная ладья | d8 чёрный король · b5 белый ферзь · f5 белый король · e1 чёрная ладья | d8 чёрный король · b5 белый ферзь · f5 белый король · e1 чёрная ладья | 4 |
| 3 | d8 чёрный король · b5 белый ферзь · f5 белый король · e1 чёрная ладья | d8 чёрный король · b5 белый ферзь · f5 белый король · e1 чёрная ладья | d8 чёрный король · b5 белый ферзь · f5 белый король · e1 чёрная ладья | d8 чёрный король · b5 белый ферзь · f5 белый король · e1 чёрная ладья | d8 чёрный король · b5 белый ферзь · f5 белый король · e1 чёрная ладья | d8 чёрный король · b5 белый ферзь · f5 белый король · e1 чёрная ладья | d8 чёрный король · b5 белый ферзь · f5 белый король · e1 чёрная ладья | d8 чёрный король · b5 белый ферзь · f5 белый король · e1 чёрная ладья | 3 |
| 2 | d8 чёрный король · b5 белый ферзь · f5 белый король · e1 чёрная ладья | d8 чёрный король · b5 белый ферзь · f5 белый король · e1 чёрная ладья | d8 чёрный король · b5 белый ферзь · f5 белый король · e1 чёрная ладья | d8 чёрный король · b5 белый ферзь · f5 белый король · e1 чёрная ладья | d8 чёрный король · b5 белый ферзь · f5 белый король · e1 чёрная ладья | d8 чёрный король · b5 белый ферзь · f5 белый король · e1 чёрная ладья | d8 чёрный король · b5 белый ферзь · f5 белый король · e1 чёрная ладья | d8 чёрный король · b5 белый ферзь · f5 белый король · e1 чёрная ладья | 2 |
| 1 | d8 чёрный король · b5 белый ферзь · f5 белый король · e1 чёрная ладья | d8 чёрный король · b5 белый ферзь · f5 белый король · e1 чёрная ладья | d8 чёрный король · b5 белый ферзь · f5 белый король · e1 чёрная ладья | d8 чёрный король · b5 белый ферзь · f5 белый король · e1 чёрная ладья | d8 чёрный король · b5 белый ферзь · f5 белый король · e1 чёрная ладья | d8 чёрный король · b5 белый ферзь · f5 белый король · e1 чёрная ладья | d8 чёрный король · b5 белый ферзь · f5 белый король · e1 чёрная ладья | d8 чёрный король · b5 белый ферзь · f5 белый король · e1 чёрная ладья | 1 |
|   | a                                                                     | b                                                                     | c                                                                     | d                                                                     | e                                                                     | f                                                                     | g                                                                     | h                                                                     |   |

Дальняя защита

Наоборот, при дальней защите чёрные король и ладья находятся на противоположных краях доски. Несмотря на кажущуюся ненадёжность, такая защита тоже работает хорошо.
|   | a                                                                     | b                                                                     | c                                                                     | d                                                                     | e                                                                     | f                                                                     | g                                                                     | h                                                                     |   |
| - | --------------------------------------------------------------------- | --------------------------------------------------------------------- | --------------------------------------------------------------------- | --------------------------------------------------------------------- | --------------------------------------------------------------------- | --------------------------------------------------------------------- | --------------------------------------------------------------------- | --------------------------------------------------------------------- | - |
| 8 | d8 чёрный король · f7 белый ферзь · h6 чёрная ладья · f5 белый король | d8 чёрный король · f7 белый ферзь · h6 чёрная ладья · f5 белый король | d8 чёрный король · f7 белый ферзь · h6 чёрная ладья · f5 белый король | d8 чёрный король · f7 белый ферзь · h6 чёрная ладья · f5 белый король | d8 чёрный король · f7 белый ферзь · h6 чёрная ладья · f5 белый король | d8 чёрный король · f7 белый ферзь · h6 чёрная ладья · f5 белый король | d8 чёрный король · f7 белый ферзь · h6 чёрная ладья · f5 белый король | d8 чёрный король · f7 белый ферзь · h6 чёрная ладья · f5 белый король | 8 |
| 7 | d8 чёрный король · f7 белый ферзь · h6 чёрная ладья · f5 белый король | d8 чёрный король · f7 белый ферзь · h6 чёрная ладья · f5 белый король | d8 чёрный король · f7 белый ферзь · h6 чёрная ладья · f5 белый король | d8 чёрный король · f7 белый ферзь · h6 чёрная ладья · f5 белый король | d8 чёрный король · f7 белый ферзь · h6 чёрная ладья · f5 белый король | d8 чёрный король · f7 белый ферзь · h6 чёрная ладья · f5 белый король | d8 чёрный король · f7 белый ферзь · h6 чёрная ладья · f5 белый король | d8 чёрный король · f7 белый ферзь · h6 чёрная ладья · f5 белый король | 7 |
| 6 | d8 чёрный король · f7 белый ферзь · h6 чёрная ладья · f5 белый король | d8 чёрный король · f7 белый ферзь · h6 чёрная ладья · f5 белый король | d8 чёрный король · f7 белый ферзь · h6 чёрная ладья · f5 белый король | d8 чёрный король · f7 белый ферзь · h6 чёрная ладья · f5 белый король | d8 чёрный король · f7 белый ферзь · h6 чёрная ладья · f5 белый король | d8 чёрный король · f7 белый ферзь · h6 чёрная ладья · f5 белый король | d8 чёрный король · f7 белый ферзь · h6 чёрная ладья · f5 белый король | d8 чёрный король · f7 белый ферзь · h6 чёрная ладья · f5 белый король | 6 |
| 5 | d8 чёрный король · f7 белый ферзь · h6 чёрная ладья · f5 белый король | d8 чёрный король · f7 белый ферзь · h6 чёрная ладья · f5 белый король | d8 чёрный король · f7 белый ферзь · h6 чёрная ладья · f5 белый король | d8 чёрный король · f7 белый ферзь · h6 чёрная ладья · f5 белый король | d8 чёрный король · f7 белый ферзь · h6 чёрная ладья · f5 белый король | d8 чёрный король · f7 белый ферзь · h6 чёрная ладья · f5 белый король | d8 чёрный король · f7 белый ферзь · h6 чёрная ладья · f5 белый король | d8 чёрный король · f7 белый ферзь · h6 чёрная ладья · f5 белый король | 5 |
| 4 | d8 чёрный король · f7 белый ферзь · h6 чёрная ладья · f5 белый король | d8 чёрный король · f7 белый ферзь · h6 чёрная ладья · f5 белый король | d8 чёрный король · f7 белый ферзь · h6 чёрная ладья · f5 белый король | d8 чёрный король · f7 белый ферзь · h6 чёрная ладья · f5 белый король | d8 чёрный король · f7 белый ферзь · h6 чёрная ладья · f5 белый король | d8 чёрный король · f7 белый ферзь · h6 чёрная ладья · f5 белый король | d8 чёрный король · f7 белый ферзь · h6 чёрная ладья · f5 белый король | d8 чёрный король · f7 белый ферзь · h6 чёрная ладья · f5 белый король | 4 |
| 3 | d8 чёрный король · f7 белый ферзь · h6 чёрная ладья · f5 белый король | d8 чёрный король · f7 белый ферзь · h6 чёрная ладья · f5 белый король | d8 чёрный король · f7 белый ферзь · h6 чёрная ладья · f5 белый король | d8 чёрный король · f7 белый ферзь · h6 чёрная ладья · f5 белый король | d8 чёрный король · f7 белый ферзь · h6 чёрная ладья · f5 белый король | d8 чёрный король · f7 белый ферзь · h6 чёрная ладья · f5 белый король | d8 чёрный король · f7 белый ферзь · h6 чёрная ладья · f5 белый король | d8 чёрный король · f7 белый ферзь · h6 чёрная ладья · f5 белый король | 3 |
| 2 | d8 чёрный король · f7 белый ферзь · h6 чёрная ладья · f5 белый король | d8 чёрный король · f7 белый ферзь · h6 чёрная ладья · f5 белый король | d8 чёрный король · f7 белый ферзь · h6 чёрная ладья · f5 белый король | d8 чёрный король · f7 белый ферзь · h6 чёрная ладья · f5 белый король | d8 чёрный король · f7 белый ферзь · h6 чёрная ладья · f5 белый король | d8 чёрный король · f7 белый ферзь · h6 чёрная ладья · f5 белый король | d8 чёрный король · f7 белый ферзь · h6 чёрная ладья · f5 белый король | d8 чёрный король · f7 белый ферзь · h6 чёрная ладья · f5 белый король | 2 |
| 1 | d8 чёрный король · f7 белый ферзь · h6 чёрная ладья · f5 белый король | d8 чёрный король · f7 белый ферзь · h6 чёрная ладья · f5 белый король | d8 чёрный король · f7 белый ферзь · h6 чёрная ладья · f5 белый король | d8 чёрный король · f7 белый ферзь · h6 чёрная ладья · f5 белый король | d8 чёрный король · f7 белый ферзь · h6 чёрная ладья · f5 белый король | d8 чёрный король · f7 белый ферзь · h6 чёрная ладья · f5 белый король | d8 чёрный король · f7 белый ферзь · h6 чёрная ладья · f5 белый король | d8 чёрный король · f7 белый ферзь · h6 чёрная ладья · f5 белый король | 1 |
|   | a                                                                     | b                                                                     | c                                                                     | d                                                                     | e                                                                     | f                                                                     | g                                                                     | h                                                                     |   |

Защита по третьей линии

В этом случае чёрный король, находящийся на краю доски, отделён от ладьи одной линией, при этом ладья, перемещаясь вдоль своей третьей линии, не позволяет белому королю переступить её, чтобы принять участие в матовании чёрного коллеги. До начала XXI века никто не знал, как взломать защиту по третьему ряду, зато теперь после появления исследования Нанна в 2002 году это известно каждому гроссмейстеру. Эта позиция выигрывается в 19 ходов при сильнейшей игре с обеих сторон.
|   | a                                                                     | b                                                                     | c                                                                     | d                                                                     | e                                                                     | f                                                                     | g                                                                     | h                                                                     |   |
| - | --------------------------------------------------------------------- | --------------------------------------------------------------------- | --------------------------------------------------------------------- | --------------------------------------------------------------------- | --------------------------------------------------------------------- | --------------------------------------------------------------------- | --------------------------------------------------------------------- | --------------------------------------------------------------------- | - |
| 8 | d8 чёрный король · f6 белый ферзь · e4 белый король · h1 чёрная ладья | d8 чёрный король · f6 белый ферзь · e4 белый король · h1 чёрная ладья | d8 чёрный король · f6 белый ферзь · e4 белый король · h1 чёрная ладья | d8 чёрный король · f6 белый ферзь · e4 белый король · h1 чёрная ладья | d8 чёрный король · f6 белый ферзь · e4 белый король · h1 чёрная ладья | d8 чёрный король · f6 белый ферзь · e4 белый король · h1 чёрная ладья | d8 чёрный король · f6 белый ферзь · e4 белый король · h1 чёрная ладья | d8 чёрный король · f6 белый ферзь · e4 белый король · h1 чёрная ладья | 8 |
| 7 | d8 чёрный король · f6 белый ферзь · e4 белый король · h1 чёрная ладья | d8 чёрный король · f6 белый ферзь · e4 белый король · h1 чёрная ладья | d8 чёрный король · f6 белый ферзь · e4 белый король · h1 чёрная ладья | d8 чёрный король · f6 белый ферзь · e4 белый король · h1 чёрная ладья | d8 чёрный король · f6 белый ферзь · e4 белый король · h1 чёрная ладья | d8 чёрный король · f6 белый ферзь · e4 белый король · h1 чёрная ладья | d8 чёрный король · f6 белый ферзь · e4 белый король · h1 чёрная ладья | d8 чёрный король · f6 белый ферзь · e4 белый король · h1 чёрная ладья | 7 |
| 6 | d8 чёрный король · f6 белый ферзь · e4 белый король · h1 чёрная ладья | d8 чёрный король · f6 белый ферзь · e4 белый король · h1 чёрная ладья | d8 чёрный король · f6 белый ферзь · e4 белый король · h1 чёрная ладья | d8 чёрный король · f6 белый ферзь · e4 белый король · h1 чёрная ладья | d8 чёрный король · f6 белый ферзь · e4 белый король · h1 чёрная ладья | d8 чёрный король · f6 белый ферзь · e4 белый король · h1 чёрная ладья | d8 чёрный король · f6 белый ферзь · e4 белый король · h1 чёрная ладья | d8 чёрный король · f6 белый ферзь · e4 белый король · h1 чёрная ладья | 6 |
| 5 | d8 чёрный король · f6 белый ферзь · e4 белый король · h1 чёрная ладья | d8 чёрный король · f6 белый ферзь · e4 белый король · h1 чёрная ладья | d8 чёрный король · f6 белый ферзь · e4 белый король · h1 чёрная ладья | d8 чёрный король · f6 белый ферзь · e4 белый король · h1 чёрная ладья | d8 чёрный король · f6 белый ферзь · e4 белый король · h1 чёрная ладья | d8 чёрный король · f6 белый ферзь · e4 белый король · h1 чёрная ладья | d8 чёрный король · f6 белый ферзь · e4 белый король · h1 чёрная ладья | d8 чёрный король · f6 белый ферзь · e4 белый король · h1 чёрная ладья | 5 |
| 4 | d8 чёрный король · f6 белый ферзь · e4 белый король · h1 чёрная ладья | d8 чёрный король · f6 белый ферзь · e4 белый король · h1 чёрная ладья | d8 чёрный король · f6 белый ферзь · e4 белый король · h1 чёрная ладья | d8 чёрный король · f6 белый ферзь · e4 белый король · h1 чёрная ладья | d8 чёрный король · f6 белый ферзь · e4 белый король · h1 чёрная ладья | d8 чёрный король · f6 белый ферзь · e4 белый король · h1 чёрная ладья | d8 чёрный король · f6 белый ферзь · e4 белый король · h1 чёрная ладья | d8 чёрный король · f6 белый ферзь · e4 белый король · h1 чёрная ладья | 4 |
| 3 | d8 чёрный король · f6 белый ферзь · e4 белый король · h1 чёрная ладья | d8 чёрный король · f6 белый ферзь · e4 белый король · h1 чёрная ладья | d8 чёрный король · f6 белый ферзь · e4 белый король · h1 чёрная ладья | d8 чёрный король · f6 белый ферзь · e4 белый король · h1 чёрная ладья | d8 чёрный король · f6 белый ферзь · e4 белый король · h1 чёрная ладья | d8 чёрный король · f6 белый ферзь · e4 белый король · h1 чёрная ладья | d8 чёрный король · f6 белый ферзь · e4 белый король · h1 чёрная ладья | d8 чёрный король · f6 белый ферзь · e4 белый король · h1 чёрная ладья | 3 |
| 2 | d8 чёрный король · f6 белый ферзь · e4 белый король · h1 чёрная ладья | d8 чёрный король · f6 белый ферзь · e4 белый король · h1 чёрная ладья | d8 чёрный король · f6 белый ферзь · e4 белый король · h1 чёрная ладья | d8 чёрный король · f6 белый ферзь · e4 белый король · h1 чёрная ладья | d8 чёрный король · f6 белый ферзь · e4 белый король · h1 чёрная ладья | d8 чёрный король · f6 белый ферзь · e4 белый король · h1 чёрная ладья | d8 чёрный король · f6 белый ферзь · e4 белый король · h1 чёрная ладья | d8 чёрный король · f6 белый ферзь · e4 белый король · h1 чёрная ладья | 2 |
| 1 | d8 чёрный король · f6 белый ферзь · e4 белый король · h1 чёрная ладья | d8 чёрный король · f6 белый ферзь · e4 белый король · h1 чёрная ладья | d8 чёрный король · f6 белый ферзь · e4 белый король · h1 чёрная ладья | d8 чёрный король · f6 белый ферзь · e4 белый король · h1 чёрная ладья | d8 чёрный король · f6 белый ферзь · e4 белый король · h1 чёрная ладья | d8 чёрный король · f6 белый ферзь · e4 белый король · h1 чёрная ладья | d8 чёрный король · f6 белый ферзь · e4 белый король · h1 чёрная ладья | d8 чёрный король · f6 белый ферзь · e4 белый король · h1 чёрная ладья | 1 |
|   | a                                                                     | b                                                                     | c                                                                     | d                                                                     | e                                                                     | f                                                                     | g                                                                     | h                                                                     |   |

Харассмент («вязкая», назойливая защита)

Характеристикой такой защиты является то, что ладья занимает положение по диагонали от короля белых, резко затрудняя ферзю возможность атаковать её и создавать вилку. Харассмент — это самая плохо изученная защита и прекрасно годится для того, чтобы атакующая сторона потеряла несколько драгоценных ходов, поэтому нужно обязательно уметь играть её и за белых, и за чёрных.
Сильнейшая сторона, напротив, должна чётко знать приёмы противодействия и взлома каждой из стратегий.
Теория розыгрыша данного эндшпиля описывает несколько позиций, для каждой из которых существует своя техника выигрыша. Поскольку ферзь и ладья — фигуры дальнобойные, позиции классифицируются по стартовому взаимному расположению недальнобойных королей. Разбор позиций (так же, как и открытие/описание их выдающимися шахматистами мира) идёт от простого к сложному, по аналогии с методикой изучения другого известного эндшпиля — мат слоном и конём. Основными финальными позициями являются позиция Филидора (вертикальный или горизонтальный вариант) и позиция Бергера (вертикальный или горизонтальный вариант). Финальная линейная позиция Эйве встречается реже. Большинство окончаний ферзь против ладьи завершается одной из трех этих позиций.

### Позиция Филидора
|   | a                                                                     | b                                                                     | c                                                                     | d                                                                     | e                                                                     | f                                                                     | g                                                                     | h                                                                     |   |
| - | --------------------------------------------------------------------- | --------------------------------------------------------------------- | --------------------------------------------------------------------- | --------------------------------------------------------------------- | --------------------------------------------------------------------- | --------------------------------------------------------------------- | --------------------------------------------------------------------- | --------------------------------------------------------------------- | - |
| 8 | b8 чёрный король · b7 чёрная ладья · c6 белый король · a5 белый ферзь | b8 чёрный король · b7 чёрная ладья · c6 белый король · a5 белый ферзь | b8 чёрный король · b7 чёрная ладья · c6 белый король · a5 белый ферзь | b8 чёрный король · b7 чёрная ладья · c6 белый король · a5 белый ферзь | b8 чёрный король · b7 чёрная ладья · c6 белый король · a5 белый ферзь | b8 чёрный король · b7 чёрная ладья · c6 белый король · a5 белый ферзь | b8 чёрный король · b7 чёрная ладья · c6 белый король · a5 белый ферзь | b8 чёрный король · b7 чёрная ладья · c6 белый король · a5 белый ферзь | 8 |
| 7 | b8 чёрный король · b7 чёрная ладья · c6 белый король · a5 белый ферзь | b8 чёрный король · b7 чёрная ладья · c6 белый король · a5 белый ферзь | b8 чёрный король · b7 чёрная ладья · c6 белый король · a5 белый ферзь | b8 чёрный король · b7 чёрная ладья · c6 белый король · a5 белый ферзь | b8 чёрный король · b7 чёрная ладья · c6 белый король · a5 белый ферзь | b8 чёрный король · b7 чёрная ладья · c6 белый король · a5 белый ферзь | b8 чёрный король · b7 чёрная ладья · c6 белый король · a5 белый ферзь | b8 чёрный король · b7 чёрная ладья · c6 белый король · a5 белый ферзь | 7 |
| 6 | b8 чёрный король · b7 чёрная ладья · c6 белый король · a5 белый ферзь | b8 чёрный король · b7 чёрная ладья · c6 белый король · a5 белый ферзь | b8 чёрный король · b7 чёрная ладья · c6 белый король · a5 белый ферзь | b8 чёрный король · b7 чёрная ладья · c6 белый король · a5 белый ферзь | b8 чёрный король · b7 чёрная ладья · c6 белый король · a5 белый ферзь | b8 чёрный король · b7 чёрная ладья · c6 белый король · a5 белый ферзь | b8 чёрный король · b7 чёрная ладья · c6 белый король · a5 белый ферзь | b8 чёрный король · b7 чёрная ладья · c6 белый король · a5 белый ферзь | 6 |
| 5 | b8 чёрный король · b7 чёрная ладья · c6 белый король · a5 белый ферзь | b8 чёрный король · b7 чёрная ладья · c6 белый король · a5 белый ферзь | b8 чёрный король · b7 чёрная ладья · c6 белый король · a5 белый ферзь | b8 чёрный король · b7 чёрная ладья · c6 белый король · a5 белый ферзь | b8 чёрный король · b7 чёрная ладья · c6 белый король · a5 белый ферзь | b8 чёрный король · b7 чёрная ладья · c6 белый король · a5 белый ферзь | b8 чёрный король · b7 чёрная ладья · c6 белый король · a5 белый ферзь | b8 чёрный король · b7 чёрная ладья · c6 белый король · a5 белый ферзь | 5 |
| 4 | b8 чёрный король · b7 чёрная ладья · c6 белый король · a5 белый ферзь | b8 чёрный король · b7 чёрная ладья · c6 белый король · a5 белый ферзь | b8 чёрный король · b7 чёрная ладья · c6 белый король · a5 белый ферзь | b8 чёрный король · b7 чёрная ладья · c6 белый король · a5 белый ферзь | b8 чёрный король · b7 чёрная ладья · c6 белый король · a5 белый ферзь | b8 чёрный король · b7 чёрная ладья · c6 белый король · a5 белый ферзь | b8 чёрный король · b7 чёрная ладья · c6 белый король · a5 белый ферзь | b8 чёрный король · b7 чёрная ладья · c6 белый король · a5 белый ферзь | 4 |
| 3 | b8 чёрный король · b7 чёрная ладья · c6 белый король · a5 белый ферзь | b8 чёрный король · b7 чёрная ладья · c6 белый король · a5 белый ферзь | b8 чёрный король · b7 чёрная ладья · c6 белый король · a5 белый ферзь | b8 чёрный король · b7 чёрная ладья · c6 белый король · a5 белый ферзь | b8 чёрный король · b7 чёрная ладья · c6 белый король · a5 белый ферзь | b8 чёрный король · b7 чёрная ладья · c6 белый король · a5 белый ферзь | b8 чёрный король · b7 чёрная ладья · c6 белый король · a5 белый ферзь | b8 чёрный король · b7 чёрная ладья · c6 белый король · a5 белый ферзь | 3 |
| 2 | b8 чёрный король · b7 чёрная ладья · c6 белый король · a5 белый ферзь | b8 чёрный король · b7 чёрная ладья · c6 белый король · a5 белый ферзь | b8 чёрный король · b7 чёрная ладья · c6 белый король · a5 белый ферзь | b8 чёрный король · b7 чёрная ладья · c6 белый король · a5 белый ферзь | b8 чёрный король · b7 чёрная ладья · c6 белый король · a5 белый ферзь | b8 чёрный король · b7 чёрная ладья · c6 белый король · a5 белый ферзь | b8 чёрный король · b7 чёрная ладья · c6 белый король · a5 белый ферзь | b8 чёрный король · b7 чёрная ладья · c6 белый король · a5 белый ферзь | 2 |
| 1 | b8 чёрный король · b7 чёрная ладья · c6 белый король · a5 белый ферзь | b8 чёрный король · b7 чёрная ладья · c6 белый король · a5 белый ферзь | b8 чёрный король · b7 чёрная ладья · c6 белый король · a5 белый ферзь | b8 чёрный король · b7 чёрная ладья · c6 белый король · a5 белый ферзь | b8 чёрный король · b7 чёрная ладья · c6 белый король · a5 белый ферзь | b8 чёрный король · b7 чёрная ладья · c6 белый король · a5 белый ферзь | b8 чёрный король · b7 чёрная ладья · c6 белый король · a5 белый ферзь | b8 чёрный король · b7 чёрная ладья · c6 белый король · a5 белый ферзь | 1 |
|   | a                                                                     | b                                                                     | c                                                                     | d                                                                     | e                                                                     | f                                                                     | g                                                                     | h                                                                     |   |

При ходе чёрных в старинной позиции Ф. А. Филидора (1777) они оказываются в цугцванге: любой ход ладьёй ведёт к её потере. Например,
1. … Лh7 2.Фе5+ Кра8 3.Фа1+ Крb8 4.Фb1+ или
1. … Лb1 2.Фd8+ Кра7 3.Фd4+ Кра8 4.Фh8+ Кра7 5.Фh7+
При ходе белых они «передают» его очерёдность чёрным следующим манёвром:
1.Фе5+ Кра7 (а8) 2.Фа1+ Крb8 3.Фа5 и так далее.

### Позиция Эйве
|   | a                                                                     | b                                                                     | c                                                                     | d                                                                     | e                                                                     | f                                                                     | g                                                                     | h                                                                     |   |
| - | --------------------------------------------------------------------- | --------------------------------------------------------------------- | --------------------------------------------------------------------- | --------------------------------------------------------------------- | --------------------------------------------------------------------- | --------------------------------------------------------------------- | --------------------------------------------------------------------- | --------------------------------------------------------------------- | - |
| 8 | g8 белый ферзь · d7 чёрная ладья · e7 чёрный король · e5 белый король | g8 белый ферзь · d7 чёрная ладья · e7 чёрный король · e5 белый король | g8 белый ферзь · d7 чёрная ладья · e7 чёрный король · e5 белый король | g8 белый ферзь · d7 чёрная ладья · e7 чёрный король · e5 белый король | g8 белый ферзь · d7 чёрная ладья · e7 чёрный король · e5 белый король | g8 белый ферзь · d7 чёрная ладья · e7 чёрный король · e5 белый король | g8 белый ферзь · d7 чёрная ладья · e7 чёрный король · e5 белый король | g8 белый ферзь · d7 чёрная ладья · e7 чёрный король · e5 белый король | 8 |
| 7 | g8 белый ферзь · d7 чёрная ладья · e7 чёрный король · e5 белый король | g8 белый ферзь · d7 чёрная ладья · e7 чёрный король · e5 белый король | g8 белый ферзь · d7 чёрная ладья · e7 чёрный король · e5 белый король | g8 белый ферзь · d7 чёрная ладья · e7 чёрный король · e5 белый король | g8 белый ферзь · d7 чёрная ладья · e7 чёрный король · e5 белый король | g8 белый ферзь · d7 чёрная ладья · e7 чёрный король · e5 белый король | g8 белый ферзь · d7 чёрная ладья · e7 чёрный король · e5 белый король | g8 белый ферзь · d7 чёрная ладья · e7 чёрный король · e5 белый король | 7 |
| 6 | g8 белый ферзь · d7 чёрная ладья · e7 чёрный король · e5 белый король | g8 белый ферзь · d7 чёрная ладья · e7 чёрный король · e5 белый король | g8 белый ферзь · d7 чёрная ладья · e7 чёрный король · e5 белый король | g8 белый ферзь · d7 чёрная ладья · e7 чёрный король · e5 белый король | g8 белый ферзь · d7 чёрная ладья · e7 чёрный король · e5 белый король | g8 белый ферзь · d7 чёрная ладья · e7 чёрный король · e5 белый король | g8 белый ферзь · d7 чёрная ладья · e7 чёрный король · e5 белый король | g8 белый ферзь · d7 чёрная ладья · e7 чёрный король · e5 белый король | 6 |
| 5 | g8 белый ферзь · d7 чёрная ладья · e7 чёрный король · e5 белый король | g8 белый ферзь · d7 чёрная ладья · e7 чёрный король · e5 белый король | g8 белый ферзь · d7 чёрная ладья · e7 чёрный король · e5 белый король | g8 белый ферзь · d7 чёрная ладья · e7 чёрный король · e5 белый король | g8 белый ферзь · d7 чёрная ладья · e7 чёрный король · e5 белый король | g8 белый ферзь · d7 чёрная ладья · e7 чёрный король · e5 белый король | g8 белый ферзь · d7 чёрная ладья · e7 чёрный король · e5 белый король | g8 белый ферзь · d7 чёрная ладья · e7 чёрный король · e5 белый король | 5 |
| 4 | g8 белый ферзь · d7 чёрная ладья · e7 чёрный король · e5 белый король | g8 белый ферзь · d7 чёрная ладья · e7 чёрный король · e5 белый король | g8 белый ферзь · d7 чёрная ладья · e7 чёрный король · e5 белый король | g8 белый ферзь · d7 чёрная ладья · e7 чёрный король · e5 белый король | g8 белый ферзь · d7 чёрная ладья · e7 чёрный король · e5 белый король | g8 белый ферзь · d7 чёрная ладья · e7 чёрный король · e5 белый король | g8 белый ферзь · d7 чёрная ладья · e7 чёрный король · e5 белый король | g8 белый ферзь · d7 чёрная ладья · e7 чёрный король · e5 белый король | 4 |
| 3 | g8 белый ферзь · d7 чёрная ладья · e7 чёрный король · e5 белый король | g8 белый ферзь · d7 чёрная ладья · e7 чёрный король · e5 белый король | g8 белый ферзь · d7 чёрная ладья · e7 чёрный король · e5 белый король | g8 белый ферзь · d7 чёрная ладья · e7 чёрный король · e5 белый король | g8 белый ферзь · d7 чёрная ладья · e7 чёрный король · e5 белый король | g8 белый ферзь · d7 чёрная ладья · e7 чёрный король · e5 белый король | g8 белый ферзь · d7 чёрная ладья · e7 чёрный король · e5 белый король | g8 белый ферзь · d7 чёрная ладья · e7 чёрный король · e5 белый король | 3 |
| 2 | g8 белый ферзь · d7 чёрная ладья · e7 чёрный король · e5 белый король | g8 белый ферзь · d7 чёрная ладья · e7 чёрный король · e5 белый король | g8 белый ферзь · d7 чёрная ладья · e7 чёрный король · e5 белый король | g8 белый ферзь · d7 чёрная ладья · e7 чёрный король · e5 белый король | g8 белый ферзь · d7 чёрная ладья · e7 чёрный король · e5 белый король | g8 белый ферзь · d7 чёрная ладья · e7 чёрный король · e5 белый король | g8 белый ферзь · d7 чёрная ладья · e7 чёрный король · e5 белый король | g8 белый ферзь · d7 чёрная ладья · e7 чёрный король · e5 белый король | 2 |
| 1 | g8 белый ферзь · d7 чёрная ладья · e7 чёрный король · e5 белый король | g8 белый ферзь · d7 чёрная ладья · e7 чёрный король · e5 белый король | g8 белый ферзь · d7 чёрная ладья · e7 чёрный король · e5 белый король | g8 белый ферзь · d7 чёрная ладья · e7 чёрный король · e5 белый король | g8 белый ферзь · d7 чёрная ладья · e7 чёрный король · e5 белый король | g8 белый ферзь · d7 чёрная ладья · e7 чёрный король · e5 белый король | g8 белый ферзь · d7 чёрная ладья · e7 чёрный король · e5 белый король | g8 белый ферзь · d7 чёрная ладья · e7 чёрный король · e5 белый король | 1 |
|   | a                                                                     | b                                                                     | c                                                                     | d                                                                     | e                                                                     | f                                                                     | g                                                                     | h                                                                     |   |

Следующая позиция, возможная в данном эндшпиле, исследовалась Максом Эйве. Ход чёрных. Чёрные имеют несколько ходов для отступления ладьёй, но ни одного хода короля нет:
1. … Лd8 2. Фg7+ Крe8 3. Крe6 любой ход чёрных 4. Фg8# или
1. … Лd2 2. Фg5+ с выигрышем ладьи или
1. … Лd3 2. Фh7+ с выигрышем ладьи или
1. … Лc7 2. Фg7+ Крd8 3. Фf8+ Крd7 4. Крd5 … с воспроизведением позиции на вертикаль левее: 10. … Лa1 11. Фd5+ (с возможностью следующим ходом на Фd4 либо Фe5 и выигрышем ладьи Лa1). В случае 11. … Крc8 12. Фg8+ Крd7 13. Фg7+ — вилка, ладья выиграна.
1. … Лd1 2. Фg5+ Крf8 3. Фf4+ Крe7 Единственное отступление. Все остальные заканчиваются вилкой. 4. Фh4+ с контролем поля e1, которое теперь недоступно чёрной ладье для шаха. 4. … Крf8. 5. Крe6, при любом следующем ходе чёрных берётся ладья или следует мат.

### Розетты
|   | a                                                                     | b                                                                     | c                                                                     | d                                                                     | e                                                                     | f                                                                     | g                                                                     | h                                                                     |   |
| - | --------------------------------------------------------------------- | --------------------------------------------------------------------- | --------------------------------------------------------------------- | --------------------------------------------------------------------- | --------------------------------------------------------------------- | --------------------------------------------------------------------- | --------------------------------------------------------------------- | --------------------------------------------------------------------- | - |
| 8 | d6 белый ферзь · f5 чёрная ладья · c4 белый король · e3 чёрный король | d6 белый ферзь · f5 чёрная ладья · c4 белый король · e3 чёрный король | d6 белый ферзь · f5 чёрная ладья · c4 белый король · e3 чёрный король | d6 белый ферзь · f5 чёрная ладья · c4 белый король · e3 чёрный король | d6 белый ферзь · f5 чёрная ладья · c4 белый король · e3 чёрный король | d6 белый ферзь · f5 чёрная ладья · c4 белый король · e3 чёрный король | d6 белый ферзь · f5 чёрная ладья · c4 белый король · e3 чёрный король | d6 белый ферзь · f5 чёрная ладья · c4 белый король · e3 чёрный король | 8 |
| 7 | d6 белый ферзь · f5 чёрная ладья · c4 белый король · e3 чёрный король | d6 белый ферзь · f5 чёрная ладья · c4 белый король · e3 чёрный король | d6 белый ферзь · f5 чёрная ладья · c4 белый король · e3 чёрный король | d6 белый ферзь · f5 чёрная ладья · c4 белый король · e3 чёрный король | d6 белый ферзь · f5 чёрная ладья · c4 белый король · e3 чёрный король | d6 белый ферзь · f5 чёрная ладья · c4 белый король · e3 чёрный король | d6 белый ферзь · f5 чёрная ладья · c4 белый король · e3 чёрный король | d6 белый ферзь · f5 чёрная ладья · c4 белый король · e3 чёрный король | 7 |
| 6 | d6 белый ферзь · f5 чёрная ладья · c4 белый король · e3 чёрный король | d6 белый ферзь · f5 чёрная ладья · c4 белый король · e3 чёрный король | d6 белый ферзь · f5 чёрная ладья · c4 белый король · e3 чёрный король | d6 белый ферзь · f5 чёрная ладья · c4 белый король · e3 чёрный король | d6 белый ферзь · f5 чёрная ладья · c4 белый король · e3 чёрный король | d6 белый ферзь · f5 чёрная ладья · c4 белый король · e3 чёрный король | d6 белый ферзь · f5 чёрная ладья · c4 белый король · e3 чёрный король | d6 белый ферзь · f5 чёрная ладья · c4 белый король · e3 чёрный король | 6 |
| 5 | d6 белый ферзь · f5 чёрная ладья · c4 белый король · e3 чёрный король | d6 белый ферзь · f5 чёрная ладья · c4 белый король · e3 чёрный король | d6 белый ферзь · f5 чёрная ладья · c4 белый король · e3 чёрный король | d6 белый ферзь · f5 чёрная ладья · c4 белый король · e3 чёрный король | d6 белый ферзь · f5 чёрная ладья · c4 белый король · e3 чёрный король | d6 белый ферзь · f5 чёрная ладья · c4 белый король · e3 чёрный король | d6 белый ферзь · f5 чёрная ладья · c4 белый король · e3 чёрный король | d6 белый ферзь · f5 чёрная ладья · c4 белый король · e3 чёрный король | 5 |
| 4 | d6 белый ферзь · f5 чёрная ладья · c4 белый король · e3 чёрный король | d6 белый ферзь · f5 чёрная ладья · c4 белый король · e3 чёрный король | d6 белый ферзь · f5 чёрная ладья · c4 белый король · e3 чёрный король | d6 белый ферзь · f5 чёрная ладья · c4 белый король · e3 чёрный король | d6 белый ферзь · f5 чёрная ладья · c4 белый король · e3 чёрный король | d6 белый ферзь · f5 чёрная ладья · c4 белый король · e3 чёрный король | d6 белый ферзь · f5 чёрная ладья · c4 белый король · e3 чёрный король | d6 белый ферзь · f5 чёрная ладья · c4 белый король · e3 чёрный король | 4 |
| 3 | d6 белый ферзь · f5 чёрная ладья · c4 белый король · e3 чёрный король | d6 белый ферзь · f5 чёрная ладья · c4 белый король · e3 чёрный король | d6 белый ферзь · f5 чёрная ладья · c4 белый король · e3 чёрный король | d6 белый ферзь · f5 чёрная ладья · c4 белый король · e3 чёрный король | d6 белый ферзь · f5 чёрная ладья · c4 белый король · e3 чёрный король | d6 белый ферзь · f5 чёрная ладья · c4 белый король · e3 чёрный король | d6 белый ферзь · f5 чёрная ладья · c4 белый король · e3 чёрный король | d6 белый ферзь · f5 чёрная ладья · c4 белый король · e3 чёрный король | 3 |
| 2 | d6 белый ферзь · f5 чёрная ладья · c4 белый король · e3 чёрный король | d6 белый ферзь · f5 чёрная ладья · c4 белый король · e3 чёрный король | d6 белый ферзь · f5 чёрная ладья · c4 белый король · e3 чёрный король | d6 белый ферзь · f5 чёрная ладья · c4 белый король · e3 чёрный король | d6 белый ферзь · f5 чёрная ладья · c4 белый король · e3 чёрный король | d6 белый ферзь · f5 чёрная ладья · c4 белый король · e3 чёрный король | d6 белый ферзь · f5 чёрная ладья · c4 белый король · e3 чёрный король | d6 белый ферзь · f5 чёрная ладья · c4 белый король · e3 чёрный король | 2 |
| 1 | d6 белый ферзь · f5 чёрная ладья · c4 белый король · e3 чёрный король | d6 белый ферзь · f5 чёрная ладья · c4 белый король · e3 чёрный король | d6 белый ферзь · f5 чёрная ладья · c4 белый король · e3 чёрный король | d6 белый ферзь · f5 чёрная ладья · c4 белый король · e3 чёрный король | d6 белый ферзь · f5 чёрная ладья · c4 белый король · e3 чёрный король | d6 белый ферзь · f5 чёрная ладья · c4 белый король · e3 чёрный король | d6 белый ферзь · f5 чёрная ладья · c4 белый король · e3 чёрный король | d6 белый ферзь · f5 чёрная ладья · c4 белый король · e3 чёрный король | 1 |
|   | a                                                                     | b                                                                     | c                                                                     | d                                                                     | e                                                                     | f                                                                     | g                                                                     | h                                                                     |   |

Розетта — позиция, где все четыре фигуры, участвующие в этом эндшпиле, расположены по кругу с интервалом в ход коня. Розетты отличаются друг от друга разным расположением фигур (всего 6 видов розетт) и местом на шахматной доске (в центре доски, ближе к краю, на самом краю, в углу).
Розетты, где короли расположены напротив друг друга, называются оппозиционными розеттами, остальные — неоппозиционными. В зависимости от типа розетты и очерёдности хода существует разный рецепт выигрыша конкретной розетты, и разный рецепт наиболее успешного противодействия при игре за чёрных.
Создание розетты в центре доски всегда желательно для слабейшей стороны, так как удобно для обороны. Наоборот, белые должны избегать розетты в центре при любой возможности, так как её разрушение отнимает ходы. Однако в некоторых случаях на краю доски создание розетты выгодно атакующей стороне, так как загоняет чёрных в цугцванг.
Для обороняющейся стороны существует единая стратегия игры после создания розетты. Наоборот, для белых в зависимости от типа розетты существует шесть стратегий выигрыша.
Стратегия защиты: всегда атаковать короля белых ладьёй при своём ходе, а следующим ходом воссоединить свои фигуры ближе к центру доски. Если невозможно сделать шах, следует атаковать ферзя противника, при условии, что ладья защищена королём чёрных.

### Трапецоид
|   | a                                                                     | b                                                                     | c                                                                     | d                                                                     | e                                                                     | f                                                                     | g                                                                     | h                                                                     |   |
| - | --------------------------------------------------------------------- | --------------------------------------------------------------------- | --------------------------------------------------------------------- | --------------------------------------------------------------------- | --------------------------------------------------------------------- | --------------------------------------------------------------------- | --------------------------------------------------------------------- | --------------------------------------------------------------------- | - |
| 8 | d8 чёрная ладья · e8 чёрный король · b6 белый король · f5 белый ферзь | d8 чёрная ладья · e8 чёрный король · b6 белый король · f5 белый ферзь | d8 чёрная ладья · e8 чёрный король · b6 белый король · f5 белый ферзь | d8 чёрная ладья · e8 чёрный король · b6 белый король · f5 белый ферзь | d8 чёрная ладья · e8 чёрный король · b6 белый король · f5 белый ферзь | d8 чёрная ладья · e8 чёрный король · b6 белый король · f5 белый ферзь | d8 чёрная ладья · e8 чёрный король · b6 белый король · f5 белый ферзь | d8 чёрная ладья · e8 чёрный король · b6 белый король · f5 белый ферзь | 8 |
| 7 | d8 чёрная ладья · e8 чёрный король · b6 белый король · f5 белый ферзь | d8 чёрная ладья · e8 чёрный король · b6 белый король · f5 белый ферзь | d8 чёрная ладья · e8 чёрный король · b6 белый король · f5 белый ферзь | d8 чёрная ладья · e8 чёрный король · b6 белый король · f5 белый ферзь | d8 чёрная ладья · e8 чёрный король · b6 белый король · f5 белый ферзь | d8 чёрная ладья · e8 чёрный король · b6 белый король · f5 белый ферзь | d8 чёрная ладья · e8 чёрный король · b6 белый король · f5 белый ферзь | d8 чёрная ладья · e8 чёрный король · b6 белый король · f5 белый ферзь | 7 |
| 6 | d8 чёрная ладья · e8 чёрный король · b6 белый король · f5 белый ферзь | d8 чёрная ладья · e8 чёрный король · b6 белый король · f5 белый ферзь | d8 чёрная ладья · e8 чёрный король · b6 белый король · f5 белый ферзь | d8 чёрная ладья · e8 чёрный король · b6 белый король · f5 белый ферзь | d8 чёрная ладья · e8 чёрный король · b6 белый король · f5 белый ферзь | d8 чёрная ладья · e8 чёрный король · b6 белый король · f5 белый ферзь | d8 чёрная ладья · e8 чёрный король · b6 белый король · f5 белый ферзь | d8 чёрная ладья · e8 чёрный король · b6 белый король · f5 белый ферзь | 6 |
| 5 | d8 чёрная ладья · e8 чёрный король · b6 белый король · f5 белый ферзь | d8 чёрная ладья · e8 чёрный король · b6 белый король · f5 белый ферзь | d8 чёрная ладья · e8 чёрный король · b6 белый король · f5 белый ферзь | d8 чёрная ладья · e8 чёрный король · b6 белый король · f5 белый ферзь | d8 чёрная ладья · e8 чёрный король · b6 белый король · f5 белый ферзь | d8 чёрная ладья · e8 чёрный король · b6 белый король · f5 белый ферзь | d8 чёрная ладья · e8 чёрный король · b6 белый король · f5 белый ферзь | d8 чёрная ладья · e8 чёрный король · b6 белый король · f5 белый ферзь | 5 |
| 4 | d8 чёрная ладья · e8 чёрный король · b6 белый король · f5 белый ферзь | d8 чёрная ладья · e8 чёрный король · b6 белый король · f5 белый ферзь | d8 чёрная ладья · e8 чёрный король · b6 белый король · f5 белый ферзь | d8 чёрная ладья · e8 чёрный король · b6 белый король · f5 белый ферзь | d8 чёрная ладья · e8 чёрный король · b6 белый король · f5 белый ферзь | d8 чёрная ладья · e8 чёрный король · b6 белый король · f5 белый ферзь | d8 чёрная ладья · e8 чёрный король · b6 белый король · f5 белый ферзь | d8 чёрная ладья · e8 чёрный король · b6 белый король · f5 белый ферзь | 4 |
| 3 | d8 чёрная ладья · e8 чёрный король · b6 белый король · f5 белый ферзь | d8 чёрная ладья · e8 чёрный король · b6 белый король · f5 белый ферзь | d8 чёрная ладья · e8 чёрный король · b6 белый король · f5 белый ферзь | d8 чёрная ладья · e8 чёрный король · b6 белый король · f5 белый ферзь | d8 чёрная ладья · e8 чёрный король · b6 белый король · f5 белый ферзь | d8 чёрная ладья · e8 чёрный король · b6 белый король · f5 белый ферзь | d8 чёрная ладья · e8 чёрный король · b6 белый король · f5 белый ферзь | d8 чёрная ладья · e8 чёрный король · b6 белый король · f5 белый ферзь | 3 |
| 2 | d8 чёрная ладья · e8 чёрный король · b6 белый король · f5 белый ферзь | d8 чёрная ладья · e8 чёрный король · b6 белый король · f5 белый ферзь | d8 чёрная ладья · e8 чёрный король · b6 белый король · f5 белый ферзь | d8 чёрная ладья · e8 чёрный король · b6 белый король · f5 белый ферзь | d8 чёрная ладья · e8 чёрный король · b6 белый король · f5 белый ферзь | d8 чёрная ладья · e8 чёрный король · b6 белый король · f5 белый ферзь | d8 чёрная ладья · e8 чёрный король · b6 белый король · f5 белый ферзь | d8 чёрная ладья · e8 чёрный король · b6 белый король · f5 белый ферзь | 2 |
| 1 | d8 чёрная ладья · e8 чёрный король · b6 белый король · f5 белый ферзь | d8 чёрная ладья · e8 чёрный король · b6 белый король · f5 белый ферзь | d8 чёрная ладья · e8 чёрный король · b6 белый король · f5 белый ферзь | d8 чёрная ладья · e8 чёрный король · b6 белый король · f5 белый ферзь | d8 чёрная ладья · e8 чёрный король · b6 белый король · f5 белый ферзь | d8 чёрная ладья · e8 чёрный король · b6 белый король · f5 белый ферзь | d8 чёрная ладья · e8 чёрный король · b6 белый король · f5 белый ферзь | d8 чёрная ладья · e8 чёрный король · b6 белый король · f5 белый ферзь | 1 |
|   | a                                                                     | b                                                                     | c                                                                     | d                                                                     | e                                                                     | f                                                                     | g                                                                     | h                                                                     |   |

|   | a                                                                     | b                                                                     | c                                                                     | d                                                                     | e                                                                     | f                                                                     | g                                                                     | h                                                                     |   |
| - | --------------------------------------------------------------------- | --------------------------------------------------------------------- | --------------------------------------------------------------------- | --------------------------------------------------------------------- | --------------------------------------------------------------------- | --------------------------------------------------------------------- | --------------------------------------------------------------------- | --------------------------------------------------------------------- | - |
| 8 | c7 чёрная ладья · d7 чёрный король · b5 белый король · f4 белый ферзь | c7 чёрная ладья · d7 чёрный король · b5 белый король · f4 белый ферзь | c7 чёрная ладья · d7 чёрный король · b5 белый король · f4 белый ферзь | c7 чёрная ладья · d7 чёрный король · b5 белый король · f4 белый ферзь | c7 чёрная ладья · d7 чёрный король · b5 белый король · f4 белый ферзь | c7 чёрная ладья · d7 чёрный король · b5 белый король · f4 белый ферзь | c7 чёрная ладья · d7 чёрный король · b5 белый король · f4 белый ферзь | c7 чёрная ладья · d7 чёрный король · b5 белый король · f4 белый ферзь | 8 |
| 7 | c7 чёрная ладья · d7 чёрный король · b5 белый король · f4 белый ферзь | c7 чёрная ладья · d7 чёрный король · b5 белый король · f4 белый ферзь | c7 чёрная ладья · d7 чёрный король · b5 белый король · f4 белый ферзь | c7 чёрная ладья · d7 чёрный король · b5 белый король · f4 белый ферзь | c7 чёрная ладья · d7 чёрный король · b5 белый король · f4 белый ферзь | c7 чёрная ладья · d7 чёрный король · b5 белый король · f4 белый ферзь | c7 чёрная ладья · d7 чёрный король · b5 белый король · f4 белый ферзь | c7 чёрная ладья · d7 чёрный король · b5 белый король · f4 белый ферзь | 7 |
| 6 | c7 чёрная ладья · d7 чёрный король · b5 белый король · f4 белый ферзь | c7 чёрная ладья · d7 чёрный король · b5 белый король · f4 белый ферзь | c7 чёрная ладья · d7 чёрный король · b5 белый король · f4 белый ферзь | c7 чёрная ладья · d7 чёрный король · b5 белый король · f4 белый ферзь | c7 чёрная ладья · d7 чёрный король · b5 белый король · f4 белый ферзь | c7 чёрная ладья · d7 чёрный король · b5 белый король · f4 белый ферзь | c7 чёрная ладья · d7 чёрный король · b5 белый король · f4 белый ферзь | c7 чёрная ладья · d7 чёрный король · b5 белый король · f4 белый ферзь | 6 |
| 5 | c7 чёрная ладья · d7 чёрный король · b5 белый король · f4 белый ферзь | c7 чёрная ладья · d7 чёрный король · b5 белый король · f4 белый ферзь | c7 чёрная ладья · d7 чёрный король · b5 белый король · f4 белый ферзь | c7 чёрная ладья · d7 чёрный король · b5 белый король · f4 белый ферзь | c7 чёрная ладья · d7 чёрный король · b5 белый король · f4 белый ферзь | c7 чёрная ладья · d7 чёрный король · b5 белый король · f4 белый ферзь | c7 чёрная ладья · d7 чёрный король · b5 белый король · f4 белый ферзь | c7 чёрная ладья · d7 чёрный король · b5 белый король · f4 белый ферзь | 5 |
| 4 | c7 чёрная ладья · d7 чёрный король · b5 белый король · f4 белый ферзь | c7 чёрная ладья · d7 чёрный король · b5 белый король · f4 белый ферзь | c7 чёрная ладья · d7 чёрный король · b5 белый король · f4 белый ферзь | c7 чёрная ладья · d7 чёрный король · b5 белый король · f4 белый ферзь | c7 чёрная ладья · d7 чёрный король · b5 белый король · f4 белый ферзь | c7 чёрная ладья · d7 чёрный король · b5 белый король · f4 белый ферзь | c7 чёрная ладья · d7 чёрный король · b5 белый король · f4 белый ферзь | c7 чёрная ладья · d7 чёрный король · b5 белый король · f4 белый ферзь | 4 |
| 3 | c7 чёрная ладья · d7 чёрный король · b5 белый король · f4 белый ферзь | c7 чёрная ладья · d7 чёрный король · b5 белый король · f4 белый ферзь | c7 чёрная ладья · d7 чёрный король · b5 белый король · f4 белый ферзь | c7 чёрная ладья · d7 чёрный король · b5 белый король · f4 белый ферзь | c7 чёрная ладья · d7 чёрный король · b5 белый король · f4 белый ферзь | c7 чёрная ладья · d7 чёрный король · b5 белый король · f4 белый ферзь | c7 чёрная ладья · d7 чёрный король · b5 белый король · f4 белый ферзь | c7 чёрная ладья · d7 чёрный король · b5 белый король · f4 белый ферзь | 3 |
| 2 | c7 чёрная ладья · d7 чёрный король · b5 белый король · f4 белый ферзь | c7 чёрная ладья · d7 чёрный король · b5 белый король · f4 белый ферзь | c7 чёрная ладья · d7 чёрный король · b5 белый король · f4 белый ферзь | c7 чёрная ладья · d7 чёрный король · b5 белый король · f4 белый ферзь | c7 чёрная ладья · d7 чёрный король · b5 белый король · f4 белый ферзь | c7 чёрная ладья · d7 чёрный король · b5 белый король · f4 белый ферзь | c7 чёрная ладья · d7 чёрный король · b5 белый король · f4 белый ферзь | c7 чёрная ладья · d7 чёрный король · b5 белый король · f4 белый ферзь | 2 |
| 1 | c7 чёрная ладья · d7 чёрный король · b5 белый король · f4 белый ферзь | c7 чёрная ладья · d7 чёрный король · b5 белый король · f4 белый ферзь | c7 чёрная ладья · d7 чёрный король · b5 белый король · f4 белый ферзь | c7 чёрная ладья · d7 чёрный король · b5 белый король · f4 белый ферзь | c7 чёрная ладья · d7 чёрный король · b5 белый король · f4 белый ферзь | c7 чёрная ладья · d7 чёрный король · b5 белый король · f4 белый ферзь | c7 чёрная ладья · d7 чёрный король · b5 белый король · f4 белый ферзь | c7 чёрная ладья · d7 чёрный король · b5 белый король · f4 белый ферзь | 1 |
|   | a                                                                     | b                                                                     | c                                                                     | d                                                                     | e                                                                     | f                                                                     | g                                                                     | h                                                                     |   |

Позиция «Трапецоид» характеризуется тем, что король слабейшей стороны и ладья соприкасаются по горизонтали (либо вертикали). Сильнейшая сторона может выиграть её за 22 хода. При правильной игре следует мат, выигрыш ладьи, либо «Трапецоид» сводится к одной из розетт, либо позиции Эйве.

### Позиция копья
|   | a                                                                     | b                                                                     | c                                                                     | d                                                                     | e                                                                     | f                                                                     | g                                                                     | h                                                                     |   |
| - | --------------------------------------------------------------------- | --------------------------------------------------------------------- | --------------------------------------------------------------------- | --------------------------------------------------------------------- | --------------------------------------------------------------------- | --------------------------------------------------------------------- | --------------------------------------------------------------------- | --------------------------------------------------------------------- | - |
| 8 | c7 белый король · d7 белый ферзь · a6 чёрный король · h6 чёрная ладья | c7 белый король · d7 белый ферзь · a6 чёрный король · h6 чёрная ладья | c7 белый король · d7 белый ферзь · a6 чёрный король · h6 чёрная ладья | c7 белый король · d7 белый ферзь · a6 чёрный король · h6 чёрная ладья | c7 белый король · d7 белый ферзь · a6 чёрный король · h6 чёрная ладья | c7 белый король · d7 белый ферзь · a6 чёрный король · h6 чёрная ладья | c7 белый король · d7 белый ферзь · a6 чёрный король · h6 чёрная ладья | c7 белый король · d7 белый ферзь · a6 чёрный король · h6 чёрная ладья | 8 |
| 7 | c7 белый король · d7 белый ферзь · a6 чёрный король · h6 чёрная ладья | c7 белый король · d7 белый ферзь · a6 чёрный король · h6 чёрная ладья | c7 белый король · d7 белый ферзь · a6 чёрный король · h6 чёрная ладья | c7 белый король · d7 белый ферзь · a6 чёрный король · h6 чёрная ладья | c7 белый король · d7 белый ферзь · a6 чёрный король · h6 чёрная ладья | c7 белый король · d7 белый ферзь · a6 чёрный король · h6 чёрная ладья | c7 белый король · d7 белый ферзь · a6 чёрный король · h6 чёрная ладья | c7 белый король · d7 белый ферзь · a6 чёрный король · h6 чёрная ладья | 7 |
| 6 | c7 белый король · d7 белый ферзь · a6 чёрный король · h6 чёрная ладья | c7 белый король · d7 белый ферзь · a6 чёрный король · h6 чёрная ладья | c7 белый король · d7 белый ферзь · a6 чёрный король · h6 чёрная ладья | c7 белый король · d7 белый ферзь · a6 чёрный король · h6 чёрная ладья | c7 белый король · d7 белый ферзь · a6 чёрный король · h6 чёрная ладья | c7 белый король · d7 белый ферзь · a6 чёрный король · h6 чёрная ладья | c7 белый король · d7 белый ферзь · a6 чёрный король · h6 чёрная ладья | c7 белый король · d7 белый ферзь · a6 чёрный король · h6 чёрная ладья | 6 |
| 5 | c7 белый король · d7 белый ферзь · a6 чёрный король · h6 чёрная ладья | c7 белый король · d7 белый ферзь · a6 чёрный король · h6 чёрная ладья | c7 белый король · d7 белый ферзь · a6 чёрный король · h6 чёрная ладья | c7 белый король · d7 белый ферзь · a6 чёрный король · h6 чёрная ладья | c7 белый король · d7 белый ферзь · a6 чёрный король · h6 чёрная ладья | c7 белый король · d7 белый ферзь · a6 чёрный король · h6 чёрная ладья | c7 белый король · d7 белый ферзь · a6 чёрный король · h6 чёрная ладья | c7 белый король · d7 белый ферзь · a6 чёрный король · h6 чёрная ладья | 5 |
| 4 | c7 белый король · d7 белый ферзь · a6 чёрный король · h6 чёрная ладья | c7 белый король · d7 белый ферзь · a6 чёрный король · h6 чёрная ладья | c7 белый король · d7 белый ферзь · a6 чёрный король · h6 чёрная ладья | c7 белый король · d7 белый ферзь · a6 чёрный король · h6 чёрная ладья | c7 белый король · d7 белый ферзь · a6 чёрный король · h6 чёрная ладья | c7 белый король · d7 белый ферзь · a6 чёрный король · h6 чёрная ладья | c7 белый король · d7 белый ферзь · a6 чёрный король · h6 чёрная ладья | c7 белый король · d7 белый ферзь · a6 чёрный король · h6 чёрная ладья | 4 |
| 3 | c7 белый король · d7 белый ферзь · a6 чёрный король · h6 чёрная ладья | c7 белый король · d7 белый ферзь · a6 чёрный король · h6 чёрная ладья | c7 белый король · d7 белый ферзь · a6 чёрный король · h6 чёрная ладья | c7 белый король · d7 белый ферзь · a6 чёрный король · h6 чёрная ладья | c7 белый король · d7 белый ферзь · a6 чёрный король · h6 чёрная ладья | c7 белый король · d7 белый ферзь · a6 чёрный король · h6 чёрная ладья | c7 белый король · d7 белый ферзь · a6 чёрный король · h6 чёрная ладья | c7 белый король · d7 белый ферзь · a6 чёрный король · h6 чёрная ладья | 3 |
| 2 | c7 белый король · d7 белый ферзь · a6 чёрный король · h6 чёрная ладья | c7 белый король · d7 белый ферзь · a6 чёрный король · h6 чёрная ладья | c7 белый король · d7 белый ферзь · a6 чёрный король · h6 чёрная ладья | c7 белый король · d7 белый ферзь · a6 чёрный король · h6 чёрная ладья | c7 белый король · d7 белый ферзь · a6 чёрный король · h6 чёрная ладья | c7 белый король · d7 белый ферзь · a6 чёрный король · h6 чёрная ладья | c7 белый король · d7 белый ферзь · a6 чёрный король · h6 чёрная ладья | c7 белый король · d7 белый ферзь · a6 чёрный король · h6 чёрная ладья | 2 |
| 1 | c7 белый король · d7 белый ферзь · a6 чёрный король · h6 чёрная ладья | c7 белый король · d7 белый ферзь · a6 чёрный король · h6 чёрная ладья | c7 белый король · d7 белый ферзь · a6 чёрный король · h6 чёрная ладья | c7 белый король · d7 белый ферзь · a6 чёрный король · h6 чёрная ладья | c7 белый король · d7 белый ферзь · a6 чёрный король · h6 чёрная ладья | c7 белый король · d7 белый ферзь · a6 чёрный король · h6 чёрная ладья | c7 белый король · d7 белый ферзь · a6 чёрный король · h6 чёрная ладья | c7 белый король · d7 белый ферзь · a6 чёрный король · h6 чёрная ладья | 1 |
|   | a                                                                     | b                                                                     | c                                                                     | d                                                                     | e                                                                     | f                                                                     | g                                                                     | h                                                                     |   |

Данная позиция характерна тем, что для сильнейшей стороны не нужно сводить её к «позиции Филидора», чтобы выиграть. При правильной игре белые ставят мат чёрным через 16 ходов.
При первом ходе белых игра завершается моментально: 1. Фа4#
При первом ходе чёрных: 1. … Лh4 единственный ход. В противном случае, белые либо выигрывают ладью, либо ставят мат.
2. Фd3+ Крa5 3. Фd2+
Здесь у чёрных есть 2 главных хода: 3. … Крa4 или 3. … Кра6.
В случае 3. … Крb5? следует вилка 4. Фg5+. А если 3. … Лb4?, то 4. Крс6 и белые ставят мат в 1—2 хода.
Если 3. … Крa4, то 4. Крb6!. Сомнительно 4. Крс6?! из-за Лс4+ и белые теряют очень много ходов.
Дальше король может отойти на a3 или, более упорно, на b3. В случае любого хода ладьёй, чёрные получают мат или проигрывают ладью на вилке. Например: 4. … Лс4 5. Фа2+ Крb4 6. Фb2+ Кра4 7. Фb5+ и ладья теряется, или 4. … Лb4+ 5. Крс5 Лb3 6. Фа2+ Ла3 7. Фс4+ Кра5 8. Фb5#.
После отхода короля белым нужно получить позицию, при которой ферзь будет давать шах с поля f7 королю на b3. В этом случае король чёрных будет вынужден отступить на а4, после чего белые приступят к завершающей стадии выигрыша. Например: 4. … Крb3 (4. … Кра3 5. Фе3+ Кра4 6. Фе8+ и 7. Фf7+) 5. Фd5+ Крс3 6. Фе5+ Крс2 7. Фf5+ Крb3 (7. … Крd1? 8. Фf1+ и 9. Фf2+ с вилкой) 8. Фf7+ Кра4.
Дальше белые приступают к завершающей стадии: 9. Крс5 Кра3 10. Фf3+ Кра4 11. Фf2! Лh5+ 12. Крс4 Кра3 13. Фf3+ и чёрные теряют ладью.
Если 3. … Кра6 то 4. Крd6! и у ладьи нет полей для шахов, а любой её ход заканчивается вилкой в несколько ходов или матом для чёрного короля. Например: 4. … Ла4 5. Фd3+ Кра7 6. Крс7 и чёрные получают мат в 2-3 хода. Важно иметь в виду, что у белых при случае есть ход Крс6. Например: 4. … Лh1 5. Крс6! и чёрные получают мат через 4 хода. 4. … Крb7 5. Фg2+ Крb8 (5. … Крa6? 6. Фе2+ и следующим ходом чёрные теряют ладью на вилке; 5. … Крс8 6. Фс6+ Крb8 7. Фе8+ и 8. Фе7+ c вилкой) 6. Фg3! и чёрные либо теряют ладью, либо получают мат. Например: 6. … Лh6+ 7. Крd5+ Кра8 8. Фg8+ и 9. Фg7+ с вилкой, или 6. … Лh1 7. Крс6+ Кра8 8. Фg8+ Кра7 9. Фf7+ и мат следующим ходом.
«Позицию копья» можно распространить на всю доску, поднимая и опуская её. Например, если «позицию копья» опустить на 1 горизонталь вниз, то идея выигрыша не будет сильно отличаться от описанной выше и будет занимать столько же ходов. Дальше, чем ниже мы будем опускать эту позицию, тем быстрее она будет выигрываться. Идеи выигрыша будут меняться, но они будут связаны с простыми идеями по типу получения «позиции Филидора» или выигрыша ладьи на вилке, или получения позиции из «завершающей стадии», описанной выше, или постановки мата. И все эти идеи реализуются за пару-тройку ходов.

Если «позицию копья» поднять на самый верх, то она будет выигрываться немного иначе — нам не нужно получать позицию, где ферзь будет давать шах с поля f8 королю на b4. Здесь, после отступления короля на b4 (если король отойдёт на a4, то белые сразу дают вилку), белые могут добиться вилки или выигрыша ладьи другим способом одним ферзём за несколько шахов. 

## Вариант с пешками на стороне ладьи
Реализация преимущества усложняется из-за возможности построения соперником крепости. Путь к выигрышу, как правило, — стеснение фигур соперника и создание позиции цугцванга. Ничья возможна в позициях, когда воздвигнутая соперником крепость неприступна, или при блокаде короля сильнейшей стороны (см. Позиционная ничья).